# Theaterhalle der Schule am Meer

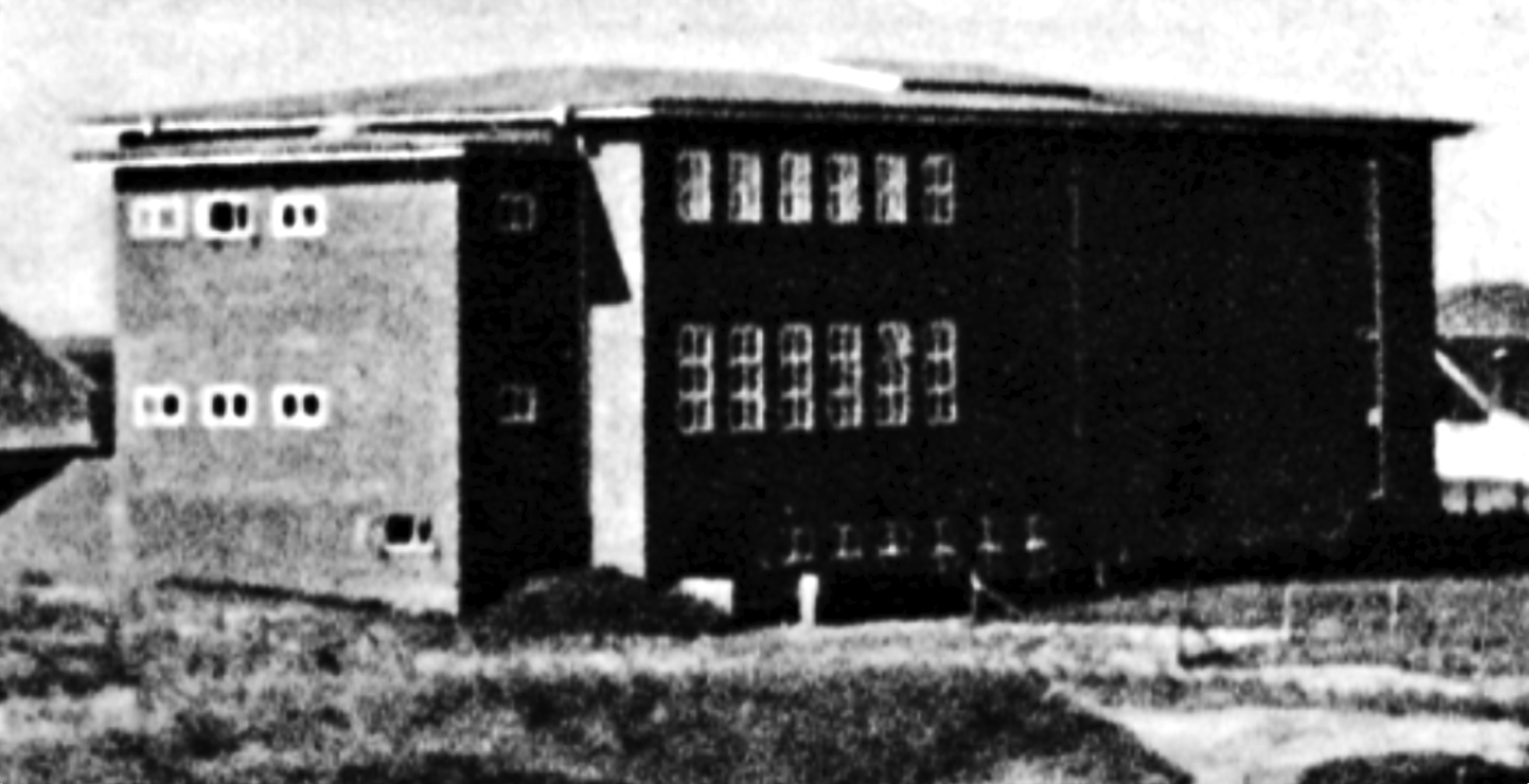
Bühnenhalle (Hallenbau) der Schule am Meer von dem Architekten Bruno Ahrends im Loog auf Juist aus nordöstlicher Sicht, 1931

Die Theaterhalle der Schule am Meer des stark musisch orientierten reformpädagogischen Landerziehungsheims Schule am Meer auf der ostfriesischen Nordseeinsel Juist war das einzige für diesen Zweck errichtete freistehende Funktionsgebäude einer deutschen Schule. Die 1930/31 errichtete Theaterhalle sollte gemäß Preußischem Staatsministerium für Wissenschaft, Kultur und Volksbildung und dem Zentralinstitut für Erziehung und Unterricht in Berlin als zentrale deutsche Ausbildungsstätte für Laienspielpädagogen dienen.
Während nahezu alle Bauten des Architekten Bruno Ahrends heute unter Denkmalschutz stehen, ein bedeutender Teil davon auch zum UNESCO-Weltkulturerbe zählt, trifft dies für diese Theaterhalle nicht zu, obwohl sie sowohl in der deutschen Pädagogik als auch der deutschen Architektur bis heute ein Unikat darstellt.
Die schulische Theaterhalle im Stil des Neuen Bauens (Moderne) nimmt nicht nur auf der Sandbank Juist zwischen Wattenmeer und Nordsee eine singuläre Stellung ein, sondern in der gesamten überwiegend ländlich geprägten Region Ostfriesland, im damaligen Freistaat Preußen und im heutigen Bundesland Niedersachsen. Zur damaligen Zeit war die Theaterhalle die größte Stahlbeton-Konstruktion Ostfrieslands. Auch heute noch sticht sie signifikant aus ihrem Umfeld heraus.
Ortsgeschichtlich ist sie als pädagogische und musische bzw. kulturelle Wirkungsstätte der beiden überregional bekannten Persönlichkeiten Martin Luserke und Eduard Zuckmayer relevant, die nationale und internationale Beachtung fanden.
Das Gebäude soll ebenso wie der ehemalige Schulbau Arche (Architekt Josef Rings) seitens des Deutschen Jugendherbergswerks bis 2020 abgerissen werden, um an deren Stelle neue Bettenhäuser zu errichten.

## Planung

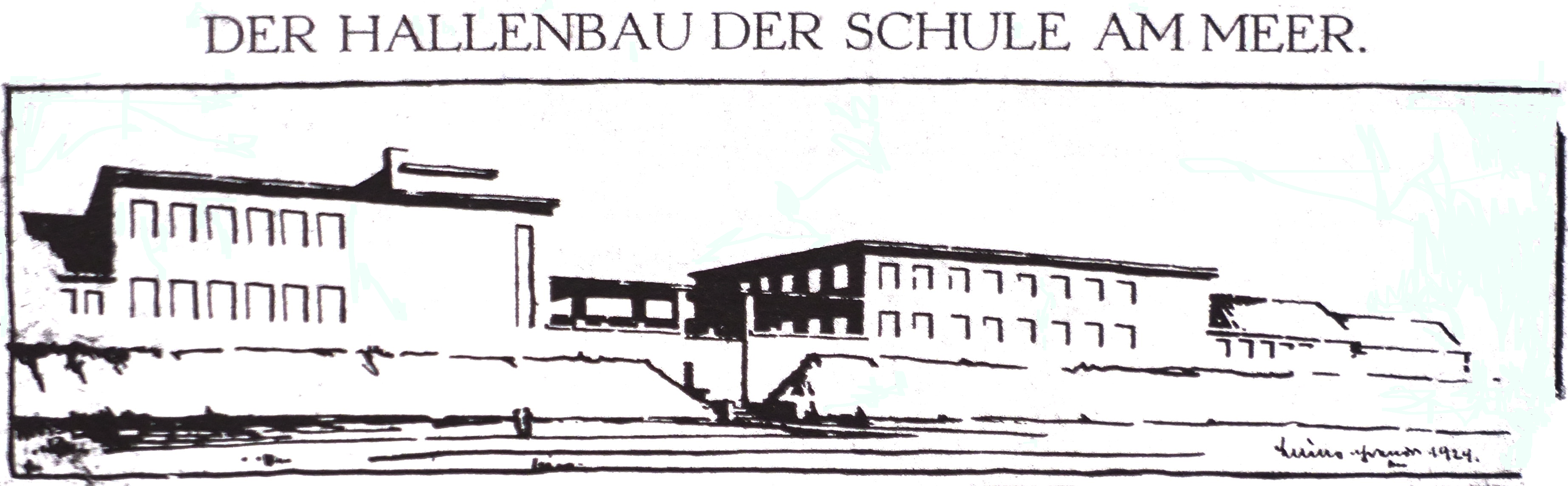
Graphik 1: Von dem Architekten Bruno Ahrends signierter Planungsentwurf aus dem Jahr 1929 für den Hallenbau der Schule am Meer – Ansicht der Nordfassade

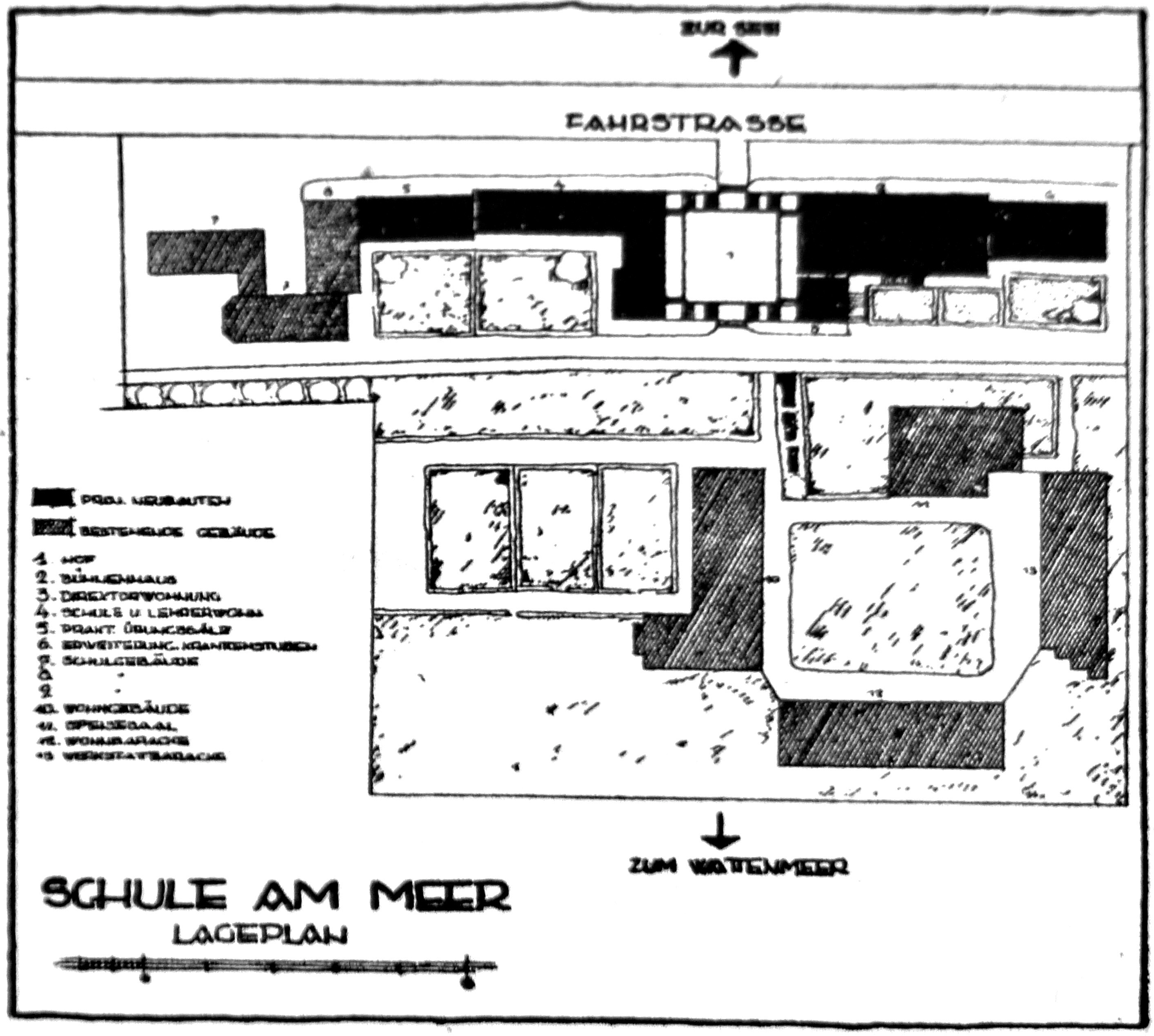
Graphik 2: Planungsentwurf von Bruno Ahrends aus dem Jahr 1929 für den Hallenbau der Schule am Meer – Gebäudesituation

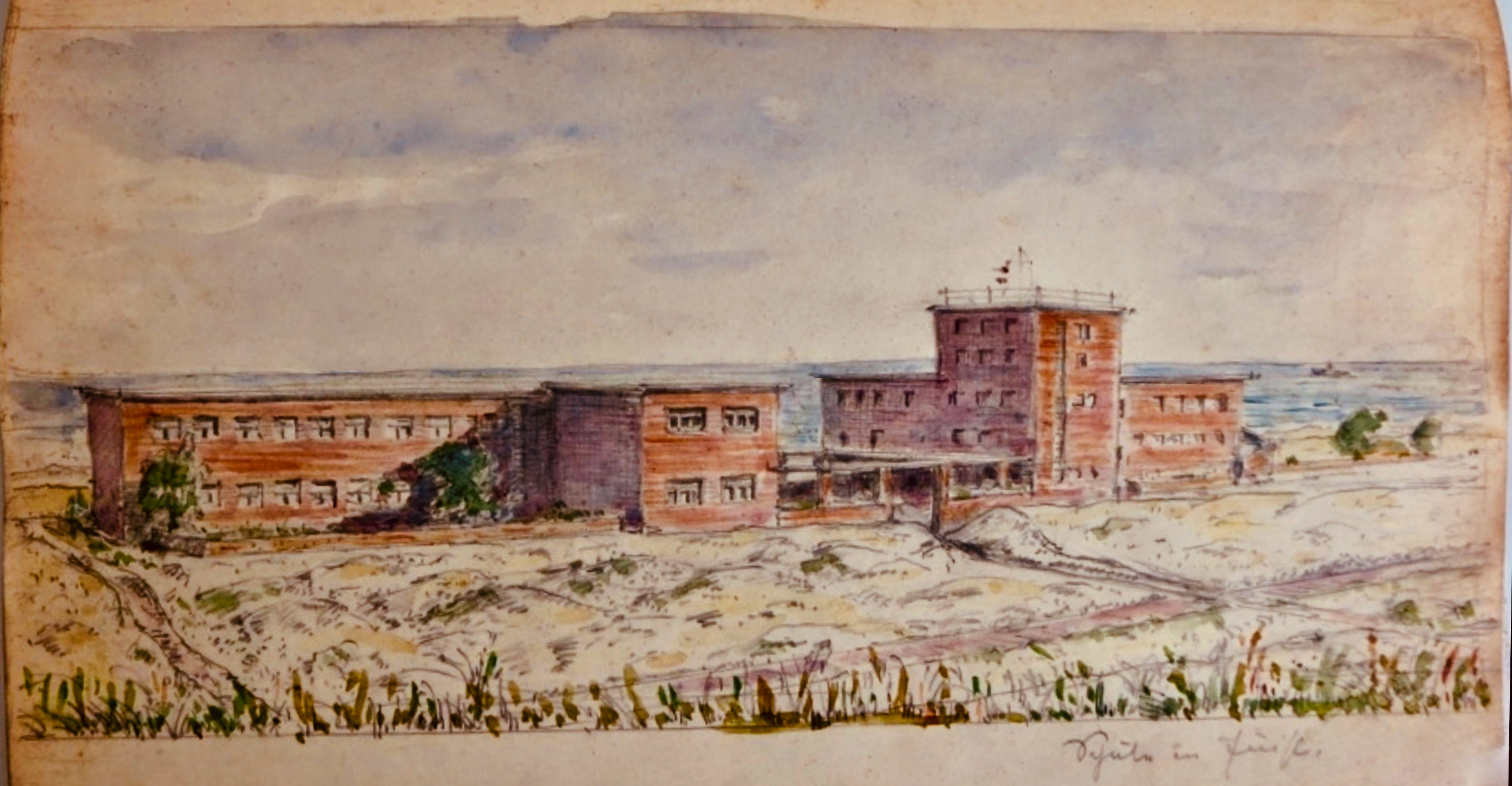
Graphik 3: Von dem Architekten Bruno Ahrends gezeichnete und kolorierte Skizze der Ansicht aus südwestlicher Richtung, Planungsstand 1929

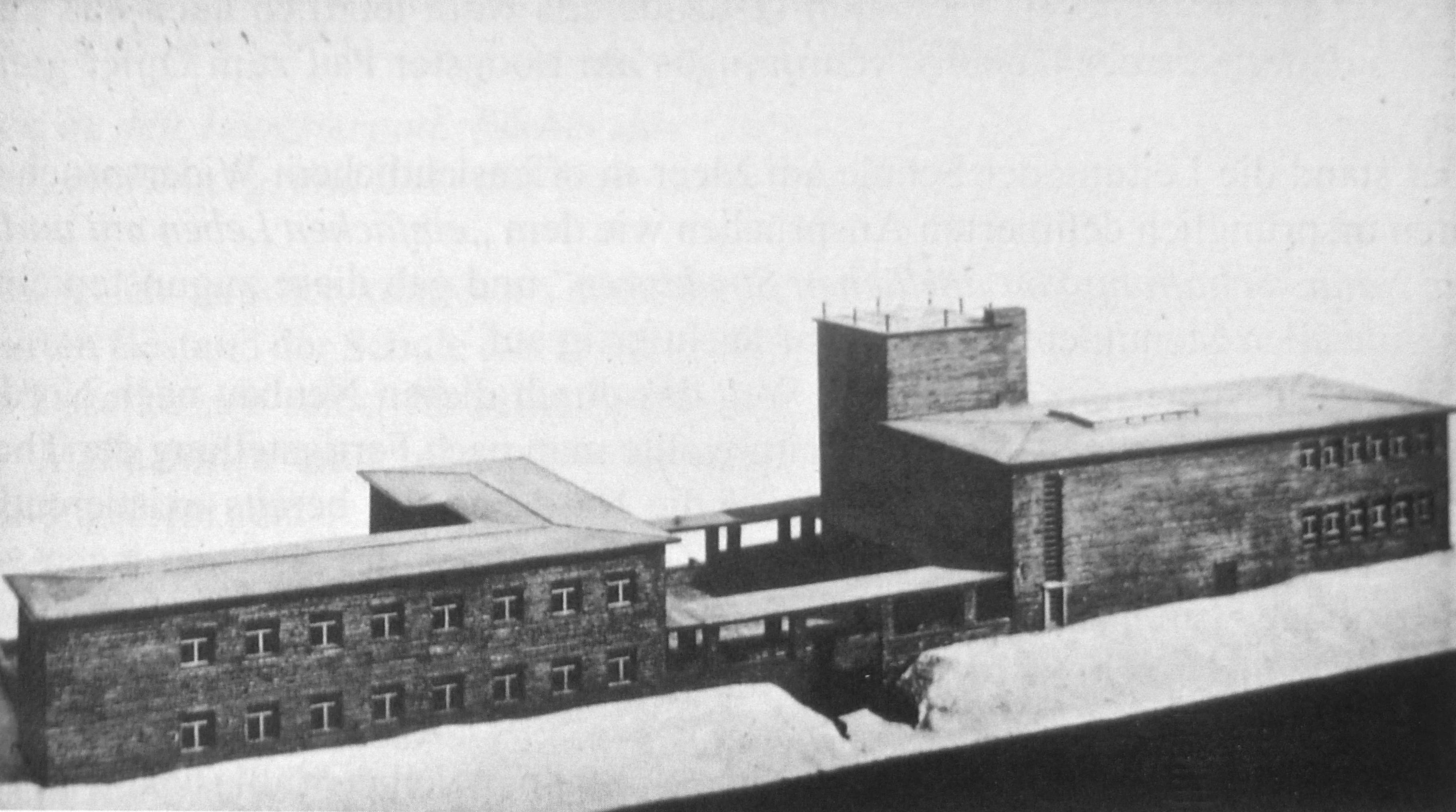
3D-Modell der Bühnenhalle (rechts) aus nordöstlicher Richtung mit einigen der angrenzend projektierten Bauten von dem Architekten Bruno Ahrends, 1929 – Im Vergleich zu den Skizzen lässt sich eine Variation der Gebäudeanordnung erkennen

Das seinerzeit zumeist als Hallenbau bzw. Bühnenhalle bezeichnete Gebäude wurde von dem renommierten Architekten Bruno Ahrends und seinem in Berlin ansässigen Architekturbüro Ahrends, Büning & Salvisberg als im Baukörper sehr reduziert erscheinender schlichter Quader mit Flachdach geplant. Innerhalb von Ahrends’ Entwürfen für die Schule am Meer bildet es den prominenten Teil eines aus insgesamt fünf Gebäuden bestehenden schulischen Ensembles.
Ahrends gilt als einer der „wichtigsten Architekten“ Berlins in der Weimarer Zeit, der „neben Bruno Taut, Otto Rudolf Salvisberg, Hugo Häring und Wilhelm Büning den Wohnungsbau dieser Epoche maßgeblich“ prägte.
Die ursprüngliche Planung, die Bruno Ahrends auf der Basis seiner Vorbesprechungen mit der Bauherrin, der Stiftung Schule am Meer, im Jahr 1929 vorlegte, sah die Errichtung von fünf Neubauten mit einem in den Randzonen teils überdachten Innenhof vor. Die geplanten Massivbauten sollten die bereits vorhandenen Schulgebäude offenbar nicht ersetzen, sondern ergänzen.
In Ahrends’ Situationsplan gruppieren sich unmittelbar um einen quadratischen Hof drei Gebäude – östlich davon die Theaterhalle (in seinem Plan als „Bühnenhaus“ bezeichnet), ein südwestlich daran angrenzendes turmähnliches Wohngebäude mit Direktorenwohnung sowie westlich ein L-förmiges Mehrzweckgebäude, das in einem Trakt Lehrerwohnungen und im anderen Unterrichtsräume vorsieht. An dieses duale Mehrzweckgebäude schließt sich nach Westen ein Haus mit „Übungssälen“ an (wahrscheinlich für die Naturwissenschaften), an die Theaterhalle nach Osten ein Haus, das als „Krankenstation-Erweiterung“ der Internatsschule vorgesehen war. Deren ursprüngliche Krankenstation bestand im westlich gelegenen „Doyen-Haus“, von der Schule intern als „do“ (mit angebauten Gebäuden „re“ und „mi“) bezeichnet, das jedoch primär als Wohnhaus der Lehrerfamilien Hafner, Luserke, Zuckmayer diente und zudem einen weiteren Unterrichtsraum bot. Die Theaterhalle war auf der Höhe des südlich davon gelegenen Schulhauptgebäudes „Diesseits“ geplant und wurde auch so realisiert.
Aus heutiger Sicht wirkt der Plan des Entwurfsverfassers für ein damals noch vollkommen unbefestigtes und spärlich bebautes Dünengelände ohne feste Straßenzüge teilweise fragwürdig. So weicht Ahrends in seinem Situationsplan beispielsweise bei einem westlich für Übungssäle geplanten Schulgebäude von der von westlicher nach östlicher Richtung verlaufenden Fluchtlinie seiner massiven Neubauten durch ein leichtes Abwinkeln nach Südwest ab, um einen nahtlosen Anschluss an die bestehende Holzbaracke „re“ herzustellen, die zwei Unterrichtsräume beherbergte (siehe Graphik 2: Markierung 5 und 8). Um diesen unschönen Bruch der Symmetrie bei seinen Neubauten planerisch annähernd auszugleichen, setzte Ahrends am östlichen Ende der konzipierten Gebäudereihe ein weiteres Haus (die „Krankenstation-Erweiterung“) leicht hinter die an der nördlichen Dünenkette der Insel orientierte Fluchtlinie zurück, blieb in diesem Fall jedoch rechtwinklig zum Gros der übrigen entworfenen Neubauten (siehe Graphik 2: Markierung 5 und 6).
Auch im Hinblick auf das eigentlich zugrunde liegende Neue Bauen und die von Ahrends zu dieser Zeit präferierten Flachdächer, damals von Kritikern abfällig als „Zigarrenkistenmode“ verunglimpft, zeigt seine Planung Diskrepanzen, die möglicherweise auf Vorstellungen der Bauherrin, der Stiftung Schule am Meer, zurückzuführen sind. Insgesamt jedenfalls wäre selbst bei Realisierung aller geplanten Neubauten zusammen mit den Bestandsbauten kein architektonisch harmonisches schulisches Gesamtbild entstanden. Man merkt Ahrends’ Entwürfen jedoch an, dass er seiner zeitgleich auch in Berlin praktizierten Linie folgen wollte (siehe 1929 bis 1931 errichtete Weiße Stadt), Kuben und Quader miteinander zu kombinieren bzw. aufzureihen.
Im direkten Vergleich der in diesem Kapitel abgebildeten Graphiken 1, 2 und 3, die auf Originalzeichnungen von Ahrends basieren, sowie dem darunter positionierten Foto eines damals seitens seines Architekturbüros angefertigten 3D-Modells, offenbaren sich interessante Unterschiede bzw. Variationen der Basisplanung.
Auf Basis von Ahrends’ Planung sollte der damals bestehende unbefestigte Dünenpfad (inzwischen befestigt als „Loogster Pad“) durch das Loog von der südlichen auf die nördliche Seite der Theaterhalle verlegt werden (in Graphik 2 am oberen Rand als „Fahrstraße“ bezeichnet), um das Schulgelände nicht zu teilen. Damit waren die seinerzeit eigens befragten wenigen Anwohner im Loog einverstanden. Auch amtlich wurde dieses Vorhaben genehmigt, jedoch nicht realisiert.

## Ausführung

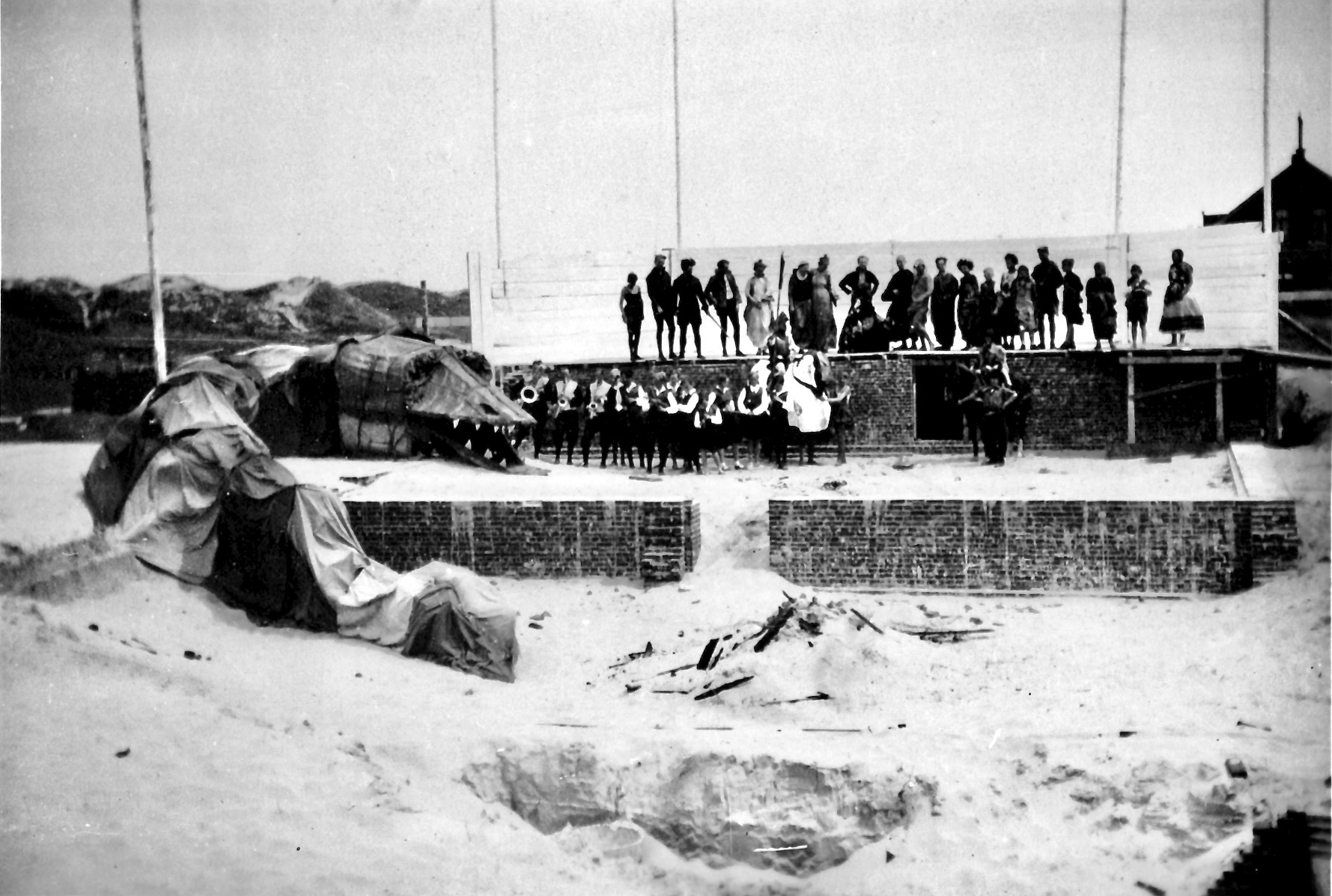
Aufstellung kostümierter Akteure (Schüler und Lehrer) des Darstellenden Spiels auf der Baustelle der Bühnenhalle, 1930

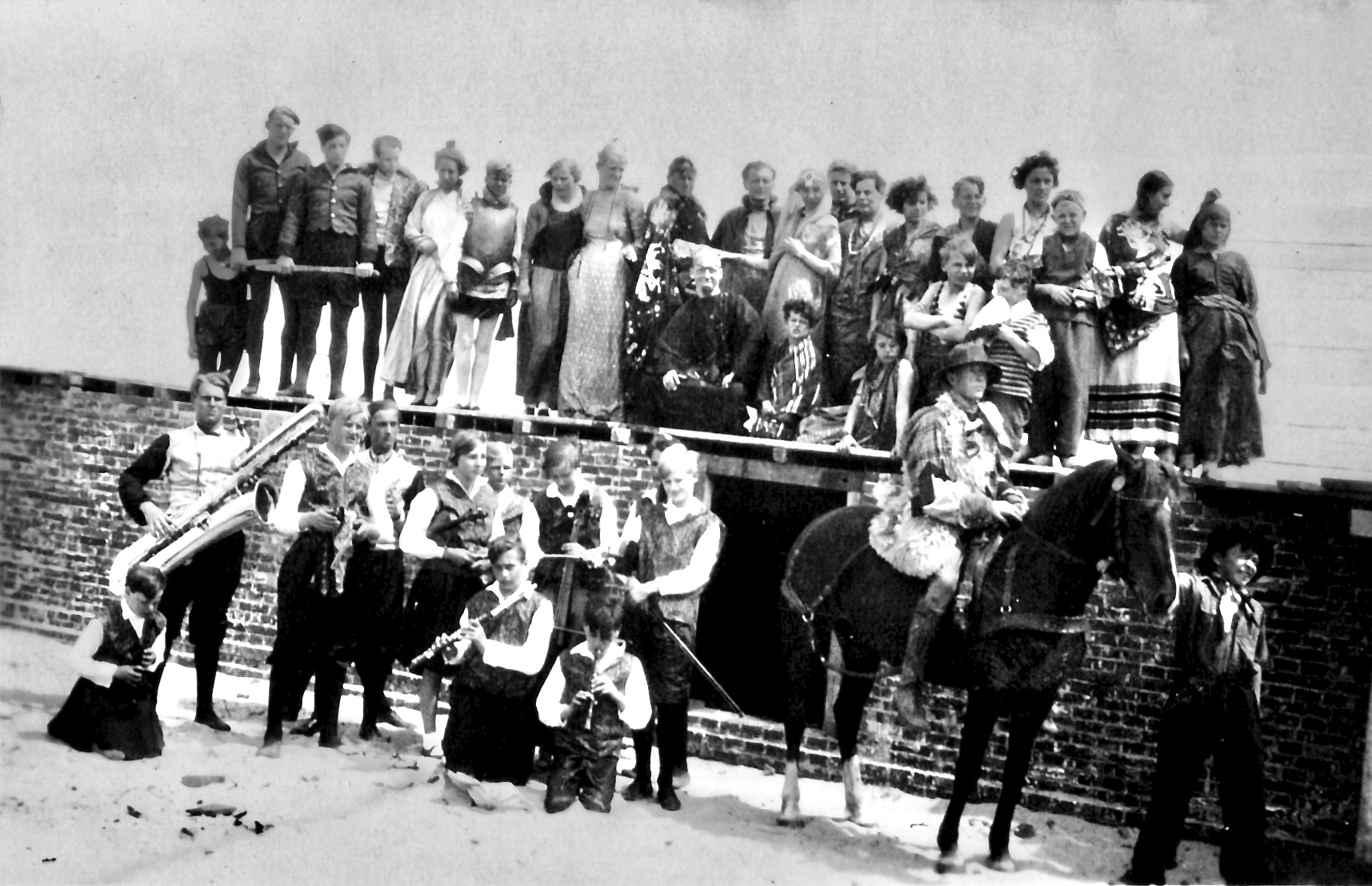
Motivierte kostümierte Akteure des Darstellenden Spiels freuen sich auf die Errichtung der Bühnenhalle, 1930

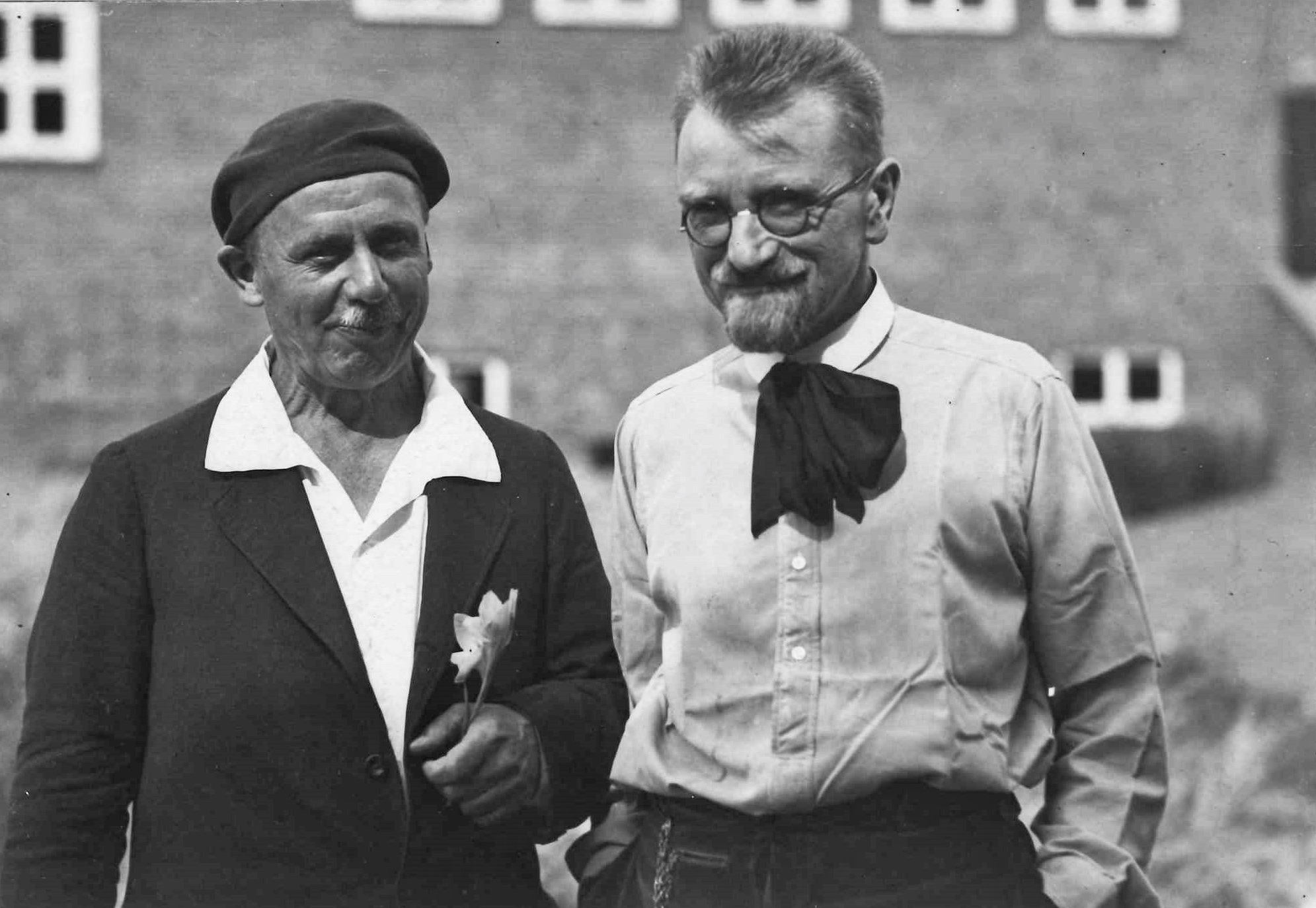
Martin Luserke und Rudolf Aeschlimann vor der 1930/31 errichteten Bühnenhalle der Schule am Meer im Loog auf Juist

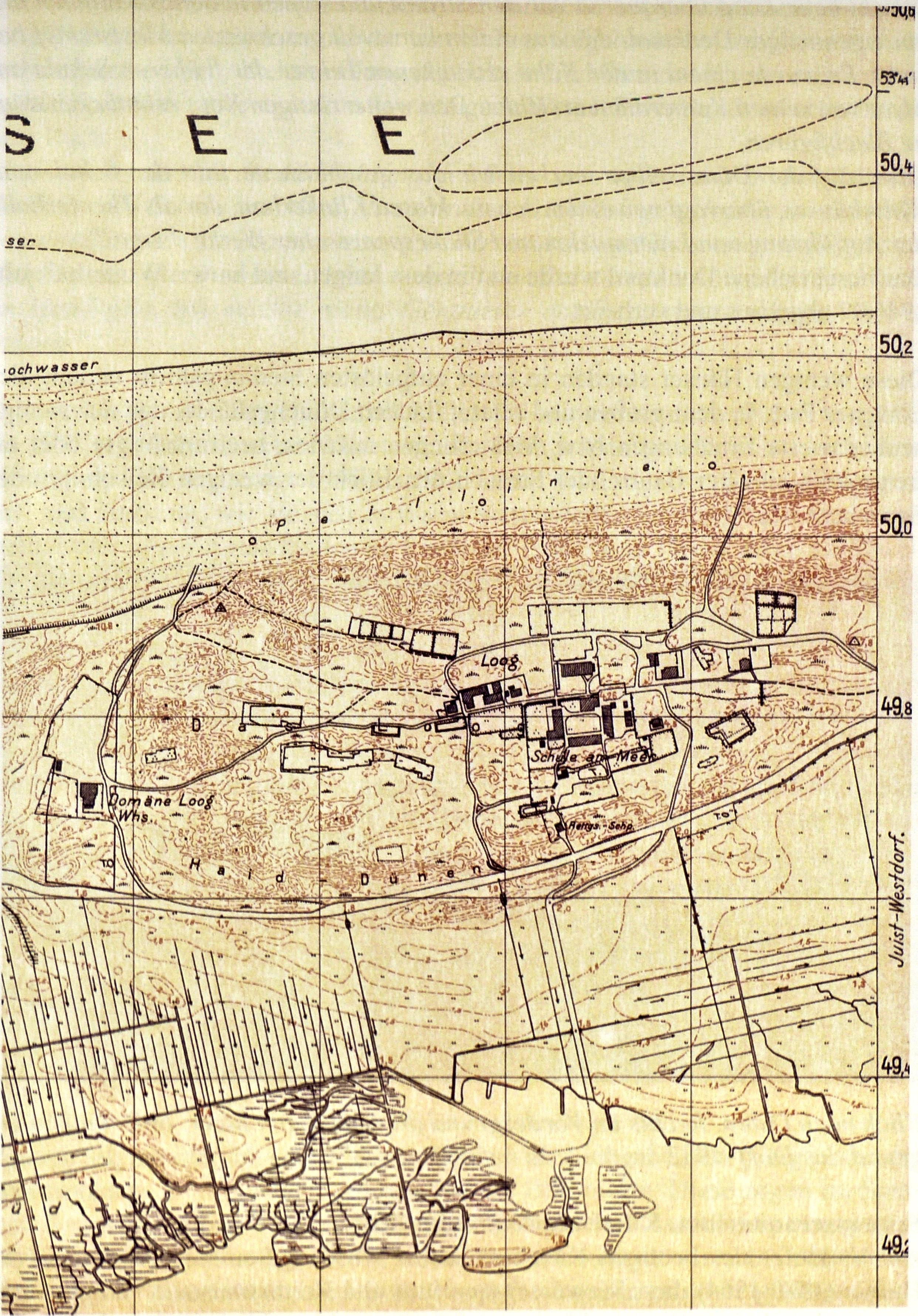
Graphik 4: Katasterauszug des Loog auf Juist mit den Gebäuden der Schule am Meer und der Bühnenhalle, 1932

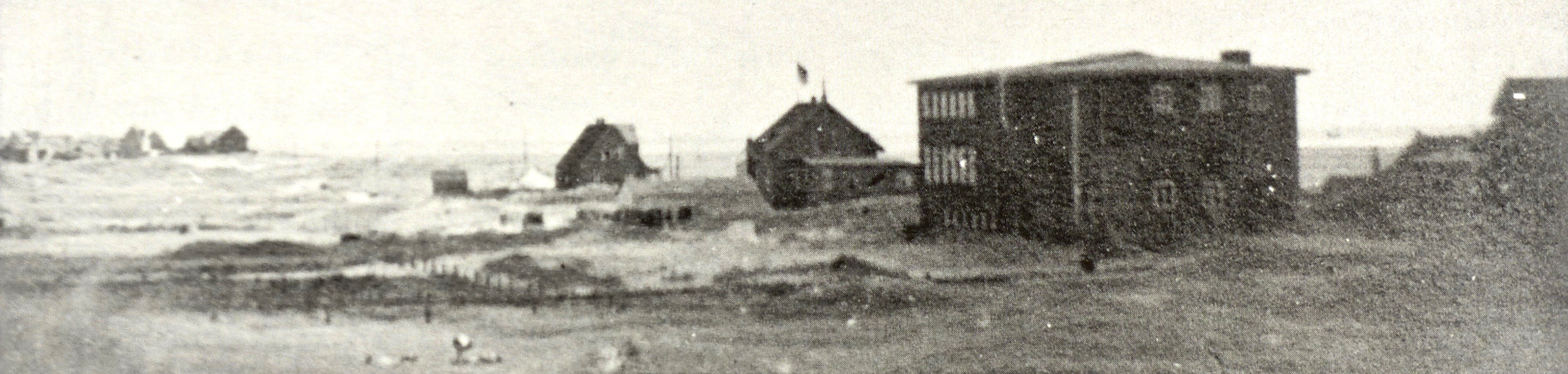
Nordwestliche Ansicht der Bühnenhalle (großes Gebäude rechts vorne) und des Schulhauptgebäudes Diesseits (Bildrand rechts), ca. 1931

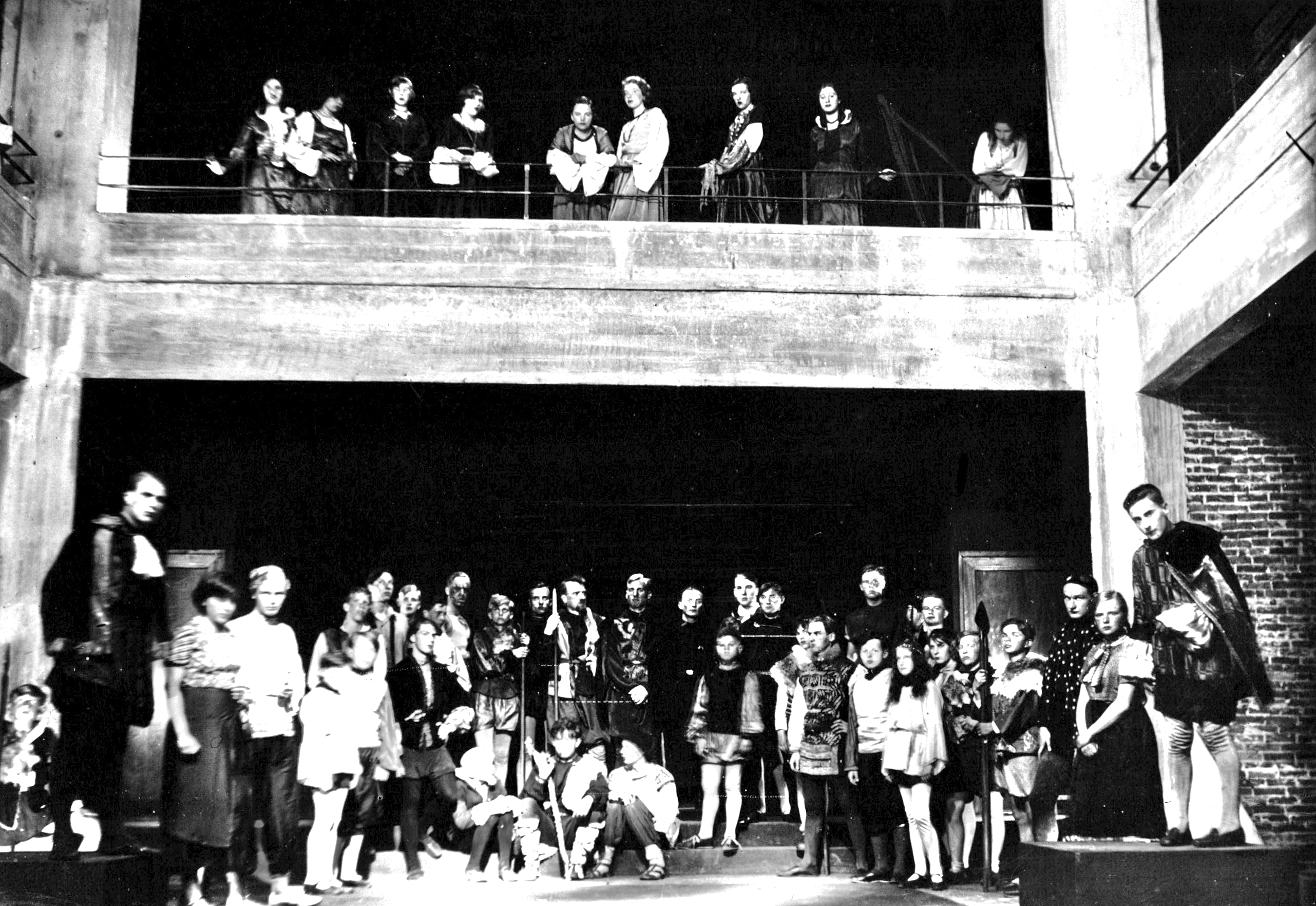
Innenteilansicht der Bühnenhalle mit Empore, ca. 1931

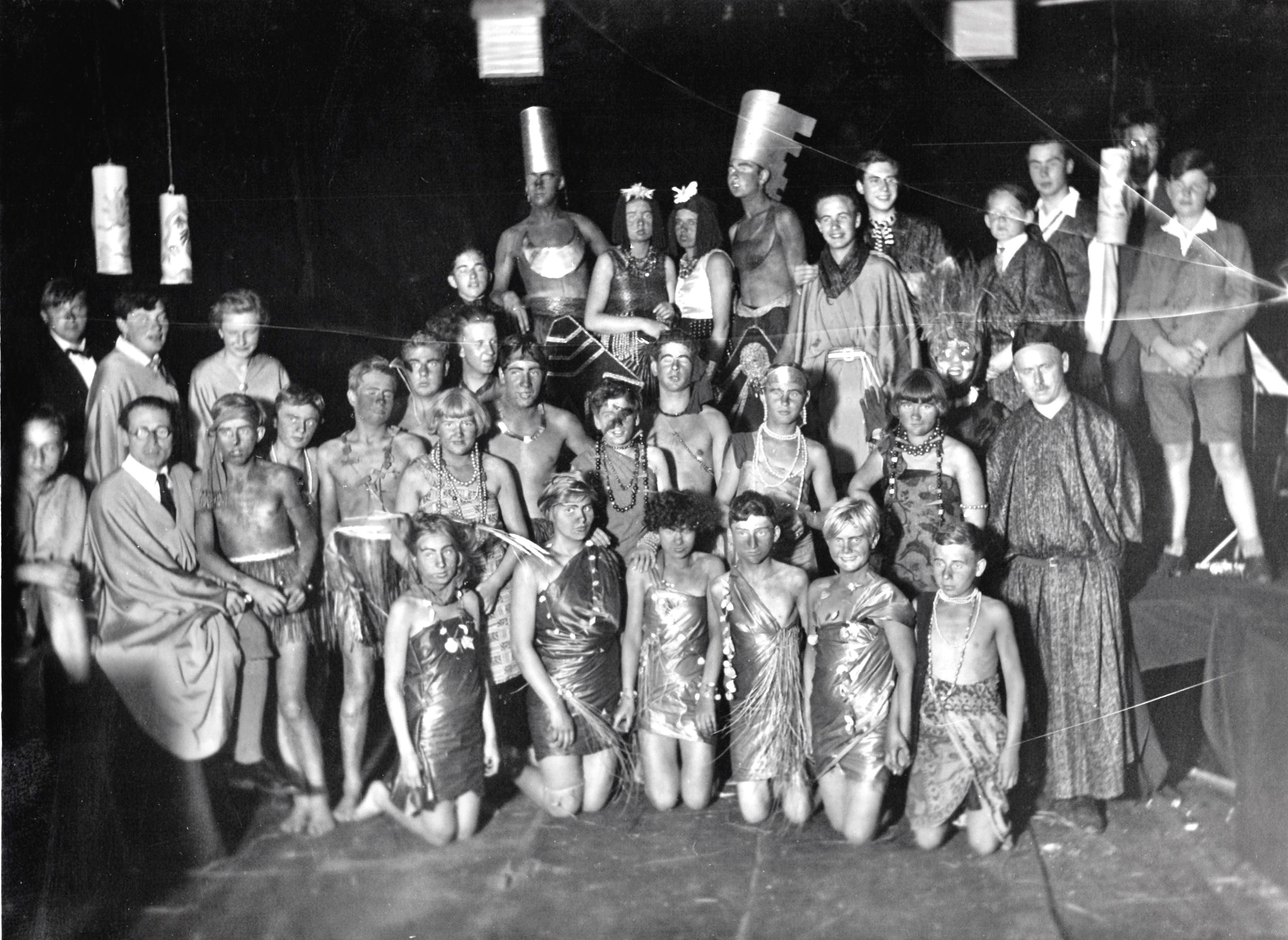
Bühne mit kostümierten Akteuren, ca. 1931

Im Rahmen eines so geplanten ersten Bauabschnitts fand der erste offizielle Spatenstich für die Theaterhalle der S.a.M. am 3. Mai 1930, dem 50. Geburtstag des Schulleiters Martin Luserke, statt. Anlässlich der Grundsteinlegung wurde das von Luserke eigens dafür entwickelte Bühnenstück Der Turm von Famagusta aufgeführt, Eduard Zuckmayer hatte zu diesem Anlass seine Pfingstkantate komponiert.
Nach der Fertigstellung des Gebäudes wurde es zu Pfingsten 1931, im Beisein des Bürgermeisters und Kurdirektors von Juist, eingeweiht. Der Schulchor intonierte Auszüge einer Messe von Josquin Desprez, danach kam Zuckmayers Pfingstkantate zur Ausführung. Zuckmayer intonierte auf dem Cembalo Johann Sebastian Bachs Italienisches Konzert. Auf der Bühne wurde abends Shakespeares Stück Wie es euch gefällt aufgeführt, „unter den räumlichen und akustischen Bedingungen, die wir uns für unser Theaterspiel schon so lange gewünscht hatten. Einzelspiel, Zusammenspiel, Kostüme, Musik, Raumwirkung waren begeisternd“. Das Kirchenlied Komm, Heiliger Geist, Herre Gott wurde am Folgetag nach Komposition Bachs auf der Bühne gesungen. Kurt Sydow und Eduard Zuckmayer spielten eine Bach-Sonate für Violine und Cembalo. Am Abend folgte eine weitere Aufführung Wie es euch gefällt, unter den Zuschauern dieses Mal rund neunzig Gäste von der Pädagogischen Akademie in Hannover. „Die Aufführung war noch schöner als die am Vortage und der Applaus des Publikums groß“.
Gegenüber der Planung zeigt die fertiggestellte Theaterhalle Abweichungen, die den für einen späteren Bauabschnitt vorgesehenen lückenlosen Anbau der schulischen „Krankenstation-Erweiterung“ an deren östlicher Seite möglicherweise in Frage gestellt hätten.
Der als „Lehrwerkstätte des Laienspiels“ speziell konzipierte Theatersaal wurde in einen quaderförmigen unterkellerten Hallenbau integriert. Dieser wich sowohl von seiner äußeren Gestalt als auch von seiner Innenarchitektur signifikant von den meisten damaligen Bühnen-Gebäuden ab. Er war äußerst schlicht gehalten und bot demzufolge keinen Bühnenturm, über den professionelle Bühnen oft verfügen konnten. Bühnenvorhang, Bühnenprospekt und Kulissen entfielen (erst im Februar 1932 wurde ein Bühnenvorhang montiert). Es gab keine strikte Trennung zwischen der Bühne als Spielraum und dem Zuschauerraum, kein eindrucksvolles Entrée mit großem Portal, kein großzügiges Foyer und keine dem Jugendstil oder dem Expressionismus entlehnten Mittel der Gestaltung oder der Akzentuierung. Stattdessen sorgte die minimalistische Gestaltung der Theaterhalle für Aufsehen.
Schulleiter Martin Luserke wies die Schüler und Lehrer der S.a.M. darauf hin, dass die öffentliche und staatliche Unterstützung für die Errichtung der Bühnenhalle, besonders aber die allgemeine soziale Not der Weltwirtschaftskrise dazu verpflichten, die Bühnenhalle nicht als Luxusbau für die Theater- und Musikbedürfnisse des Landerziehungsheims, sondern als Werkstätte ernster geistiger Arbeit für das Gesamtinteresse zu betrachten. Die Schmucklosigkeit des Raums sei Ausdruck dieser Absicht.
Trotz seiner Schlichtheit hatte das Gebäude ein beinahe luxuriöses Ausstattungsmerkmal, das die meisten Theatersäle bis heute nicht aufweisen: ein großzügig dimensioniertes und flach ausgeführtes Oberlicht, das Proben und teilweise auch Aufführungen bei Tageslicht ermöglichte.
In der Innen- und Außenwirkung markant wirkte das analog der Entwurfsplanung ausgeführte schmale vertikale Fensterband des Gebäudes an dessen nördlicher Seite. Ein solches findet sich in Ahrends’ Planung auch auf der südlichen Seite des Turms und an der südlichen Seite des westlich gelegenen L-förmigen Gebäudes.
Der schlichte S.a.M.-Theatersaal war in Sichtbeton ausgeführt, ebenso die Bühne und die Empore. Die Wandflächen waren teilweise verklinkert. Sichtbetonkuben, die ein höheres Niveau als die Bühne erreichten, waren links und rechts vor der Bühne positioniert. Auf diese Weise konnten sie als erhöhte Bühnenpodeste in die jeweilige Choreographie der Bühnenstücke, des Chores und des Orchesters einbezogen werden und wirkten innerhalb des Theatersaals wie Fixpunkte. Die dem Zuschauerraum zugewandte Breitseite der Bühne war über zwei zentriert angeordnete breite Sichtbeton-Blöcke unterschiedlicher Höhe zugänglich, ähnlich Treppenstufen, aber mit größerem Trittabstand (siehe Foto in diesem Kapitel). Die Bühne erinnerte dadurch ganz entfernt an eine Estrade, einen gegenüber dem Rest des Raumes erhöhten Teil des Fußbodens, der durch eine oder mehrere – oft umlaufende – Treppenstufen zugänglich ist.
Die Bühne stand weitgehend losgelöst im Saal, so dass die Akteure im Gegensatz zu den meisten anderen Bühnen von allen Seiten auftreten und auch nach allen Seiten abgehen konnten. Dies entsprach den Vorstellungen von Luserke, der die Gänge zwischen den Zuschauerreihen in seine Laienspiel-Choreographie einbezog, die stets die Individualität der jeweiligen Akteure berücksichtigte. Die spielerische, teils auch tänzerische (expressionistischer Ausdruckstanz) und gesangliche Aktivität entfaltete sich aus dem Rückraum der Zuschauer, durch diese hindurch, in der Längsachse des Saales zur Bühne hin – so dass die Bewegungsströme des Stücks „ins Helle treten“.
Diese Konzeption fand in der Jugendbewegung eine ebenso positive Resonanz wie bei renommierten reformpädagogischen Institutionen. Sowohl vom Parkett als auch im Rang von der Empore des Theatersaales aus konnten die Zuschauer den Auftritt und den jeweiligen Abgang der Akteure verfolgen, während der ausschließliche Auftritt der Akteure von der linken oder rechten Seite klassischer Bühnen entfiel. Das Publikum konnte auf diese Weise stärker in die Spielhandlung einbezogen werden; umgekehrt erschienen die Akteure viel deutlicher als handelnde Figuren, die teilweise überraschend aus dem Publikum heraus auftraten oder gar von dort aus agierten.

## Finanzierung

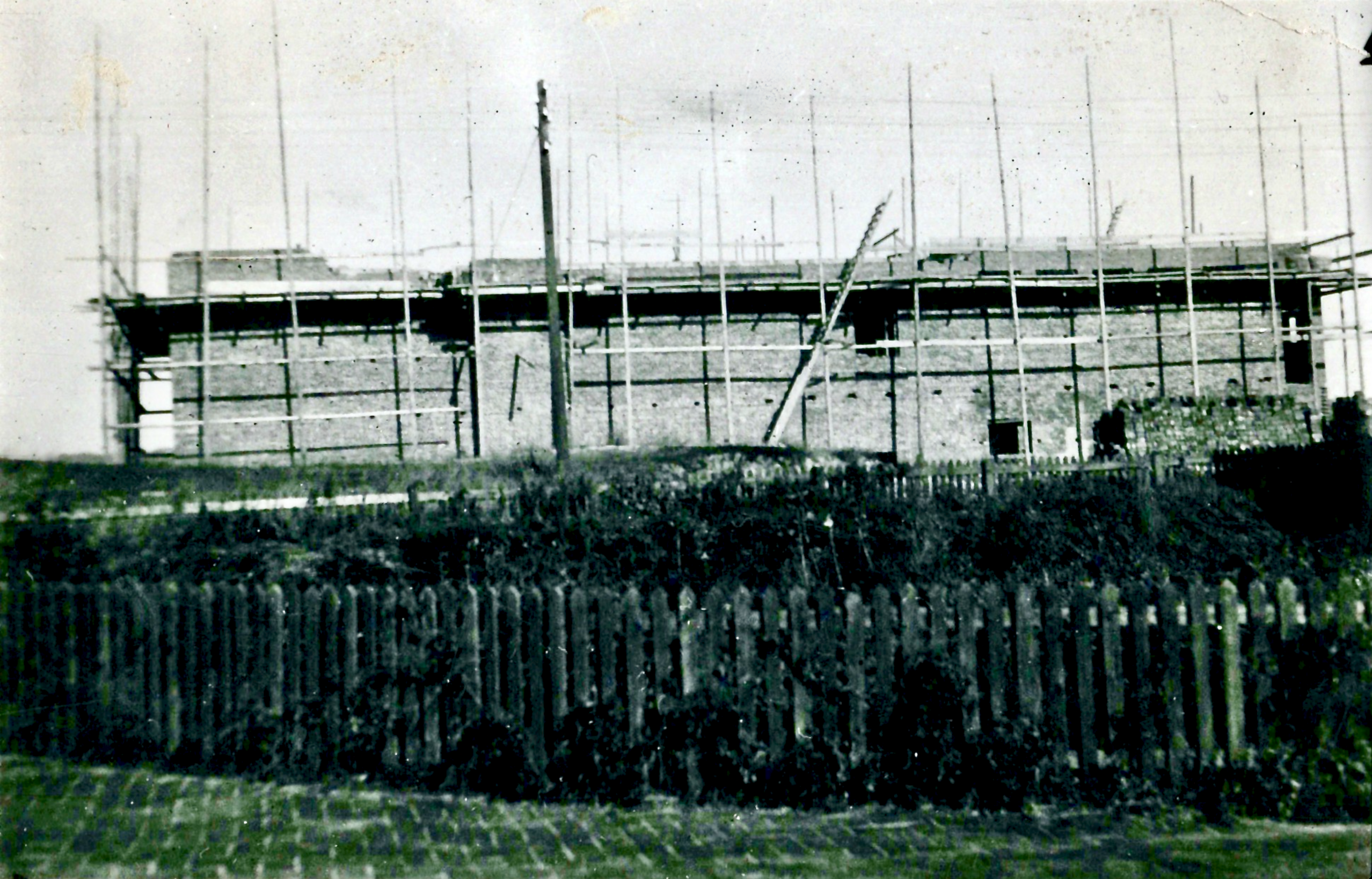
Der Bau der Bühnenhalle der Schule am Meer fiel genau in die Weltwirtschaftskrise und warf Probleme auf, 1930

Der Bau der Theaterhalle fiel in eine ökonomisch denkbar ungünstige Zeit, direkt nach Beginn der Weltwirtschaftskrise, die ab Ende Oktober 1929 die als golden bezeichnete Hochphase der 1920er Jahre recht abrupt beendete.
Bauherrin der Theaterhalle war die Stiftung Schule am Meer. Die Finanzierung der Theaterhalle erfolgte überwiegend durch private Förderer, zu etwa 25 Prozent jedoch durch das seinerzeit von Adolf Grimme (SPD) geführte Preußische Staatsministerium für Wissenschaft, Kultur und Volksbildung und das Zentralinstitut für Erziehung und Unterricht unter Franz Hilker und Ludwig Pallat. Beide Institutionen hatten vorgesehen, die Theaterhalle der Schule am Meer nicht nur als Spielstätte für das von Schulleiter Luserke aktiv betriebene und geförderte Laienspiel, sondern zudem als zentrale deutsche Ausbildungsstätte für Laienspielpädagogen einzurichten. Somit kam der Theaterhalle zu dieser Zeit eine reichsweite Bedeutung zu, sowohl innerhalb der staatlichen und privaten Schullandschaft als auch in der Laienspielbewegung, die Bestandteil der Jugendbewegung (Bündische Jugend) war.
Die Frage, ob sich die Stiftung Schule am Meer einen so renommierten Architekten wie Ahrends aus der Reichshauptstadt leisten konnte, lässt sich eindeutig verneinen. Dessen Engagement für eine von Berlin so entfernt gelegene Bildungseinrichtung auf einem Eiland, für die Schule am Meer, hatte einen simpel zu erkennenden Hintergrund: Sein jüngster Sohn Gottfried Bruno (* 1917) besuchte dieses Landschulheim vom 17. April 1928 bis zum 19. Dezember 1931, ergo genau zu der Zeit, in der die Theaterhalle geplant und errichtet wurde.

## Nutzung

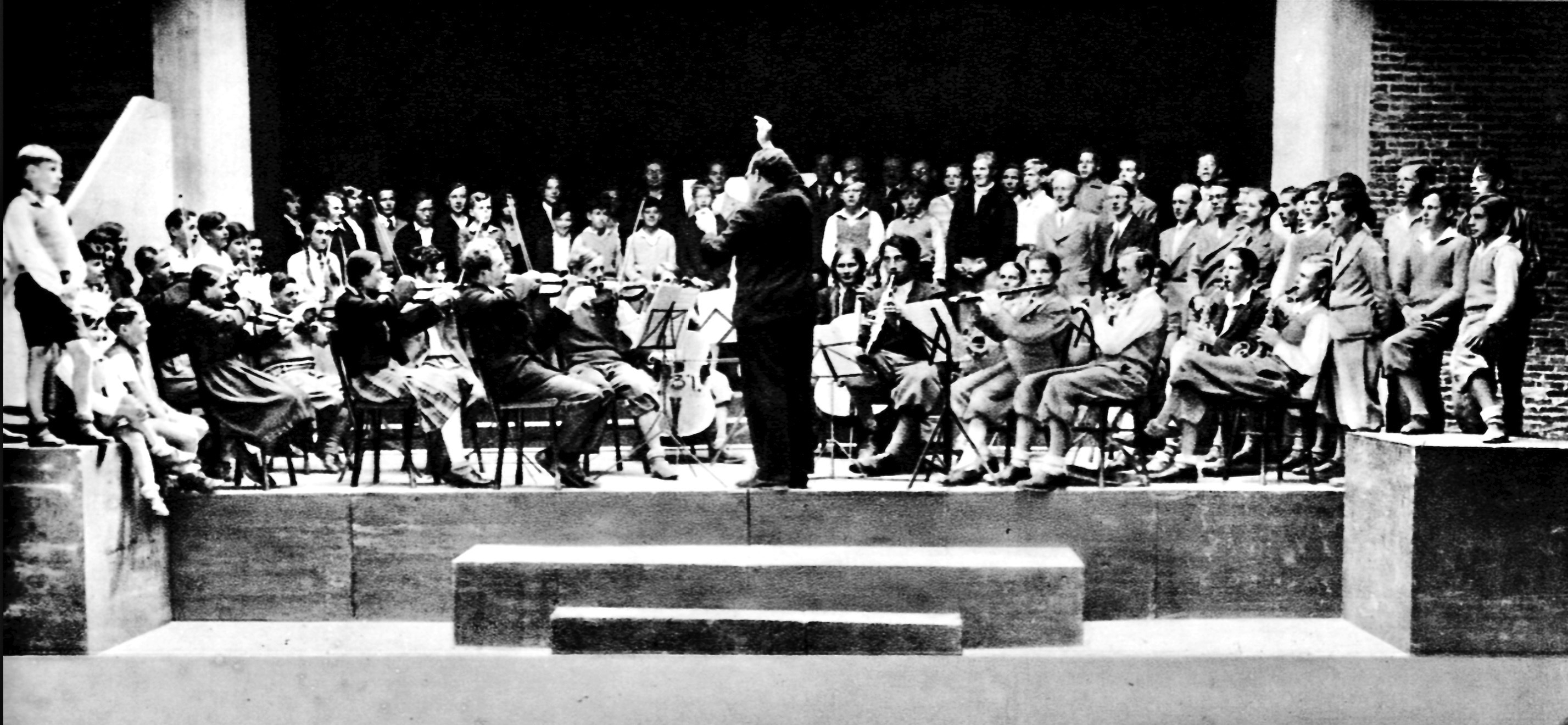
Eduard Zuckmayer dirigiert den Chor und das Orchester des reformpädagogischen Landerziehungsheims Schule am Meer in deren schuleigener Theaterhalle, errichtet durch Bruno Ahrends, 1931

Die Dimensionen der Bühne erwiesen sich als knapp bemessen, sobald der Chor und das Orchester der Schule am Meer unter der Leitung von Eduard Zuckmayer gemeinsam probte oder auftrat. Immerhin handelte es sich dabei um maximal mehr als 100 Akteure, welche die Bühne stehend und sitzend ausfüllten (92 Schüler und rund 15 Lehrer im Schuljahr 1930/31), denn alle nahmen teil.

„… der besondere Reiz und der große Wert der Schule am Meer [liegt] in der Einrichtung der »Kameradschaften«, in der »Praktischen Arbeit«, in dem Ernst, mit dem man hier der Kunst dient, und in der Bedeutung, die der Kunst im ganzen Bildungsplan der Schule zugesprochen wird. […] Es ist zu wünschen, daß bald in allen Ländern immer mehr Schulen von der Art der Schule am Meer gegründet werden.“

Im Theatersaal wurden Werke von William Shakespeare in deutscher, englischer und französischer Sprache, nach dem Vorbild dieses Werkes Bühnenstücke von Martin Luserke sowie konzertante Stücke von Eduard Zuckmayer aufgeführt, teils auch uraufgeführt. Diese erhielten später bei gleicher oder ähnlicher Besetzung auf professionellen Bühnen, z. B. in Berlin, Köln oder Stuttgart, sehr positive Kritiken. Der schon damals reichsweit bekannte Schriftsteller Carl Zuckmayer und Martin Luserke texteten für Kompositionen von Eduard Zuckmayer. Sowohl die Laienspielgruppen Luserkes als auch Chor und Orchester Eduard Zuckmayers traten reichsweit auf.
Die S.a.M.-Abiturientin Hildegard Paulsen veröffentlichte 1931 den Artikel Polyphone Musik – ein Abbild neuer Gemeinschaft. Ein Mitglied der Jugendbewegung spricht in der österreichischen Zeitschrift Anbruch. Darin führt sie aus: „Hier an der Schule ist es mir ganz klar geworden, was ich früher nur gefühlt hatte: Daß es im Wesen der polyphonen Musik liegt, daß sie eine aktive Gemeinschaft verlangt.“
Schulisches Leitmotiv war die Selbstfindung und -verwirklichung durch Selbstbetätigung – „agitur ergo sum“, das sich später als unvereinbar mit dem Nationalsozialismus erweisen sollte.

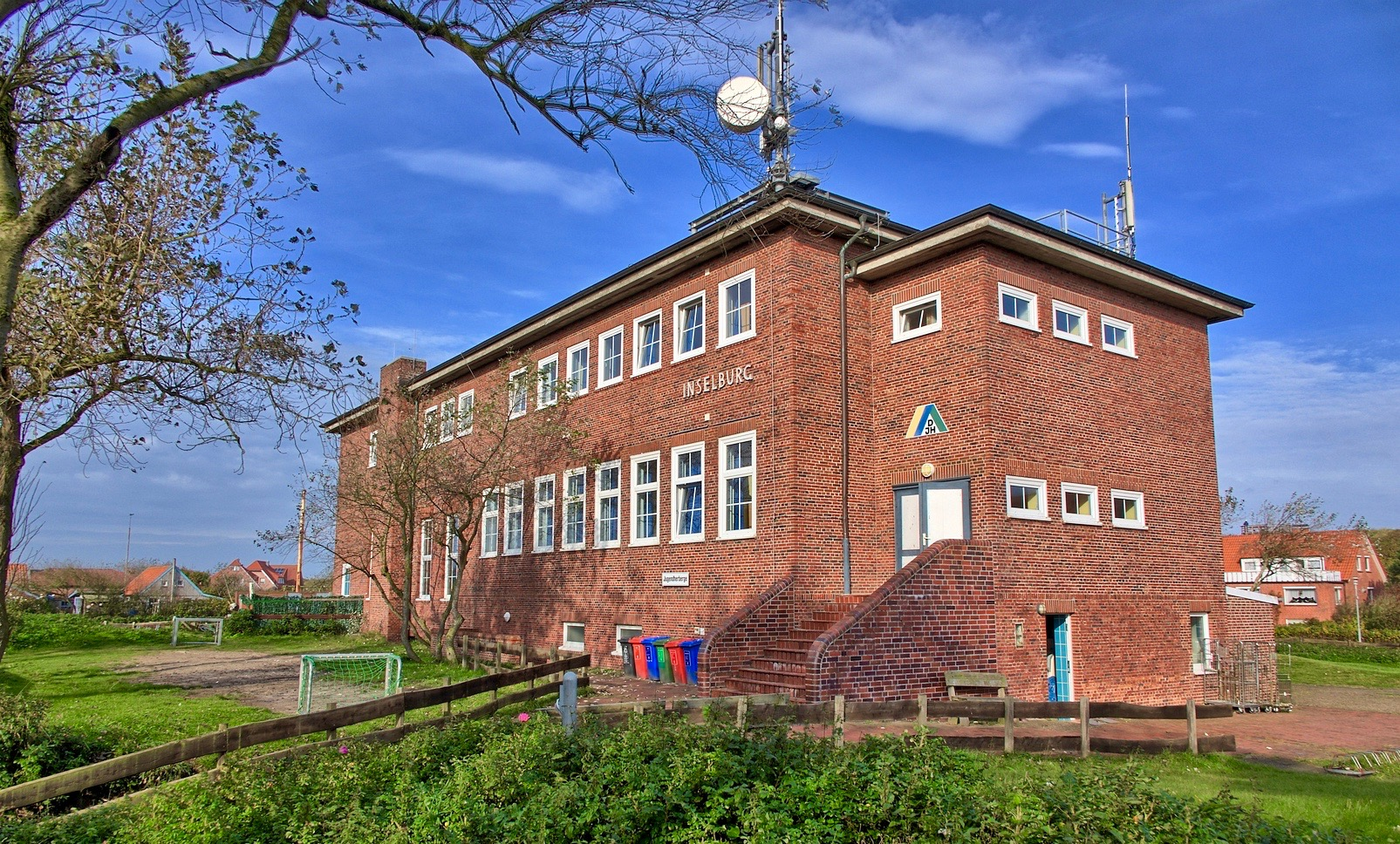
Ansicht der ehemaligen S.a.M.-Theaterhalle als Inselburg der Jugendherberge Juist, 2017 – Vor Ort fehlt jeglicher Hinweis auf die frühere pädagogische und kulturelle Funktion dieses Gebäudes

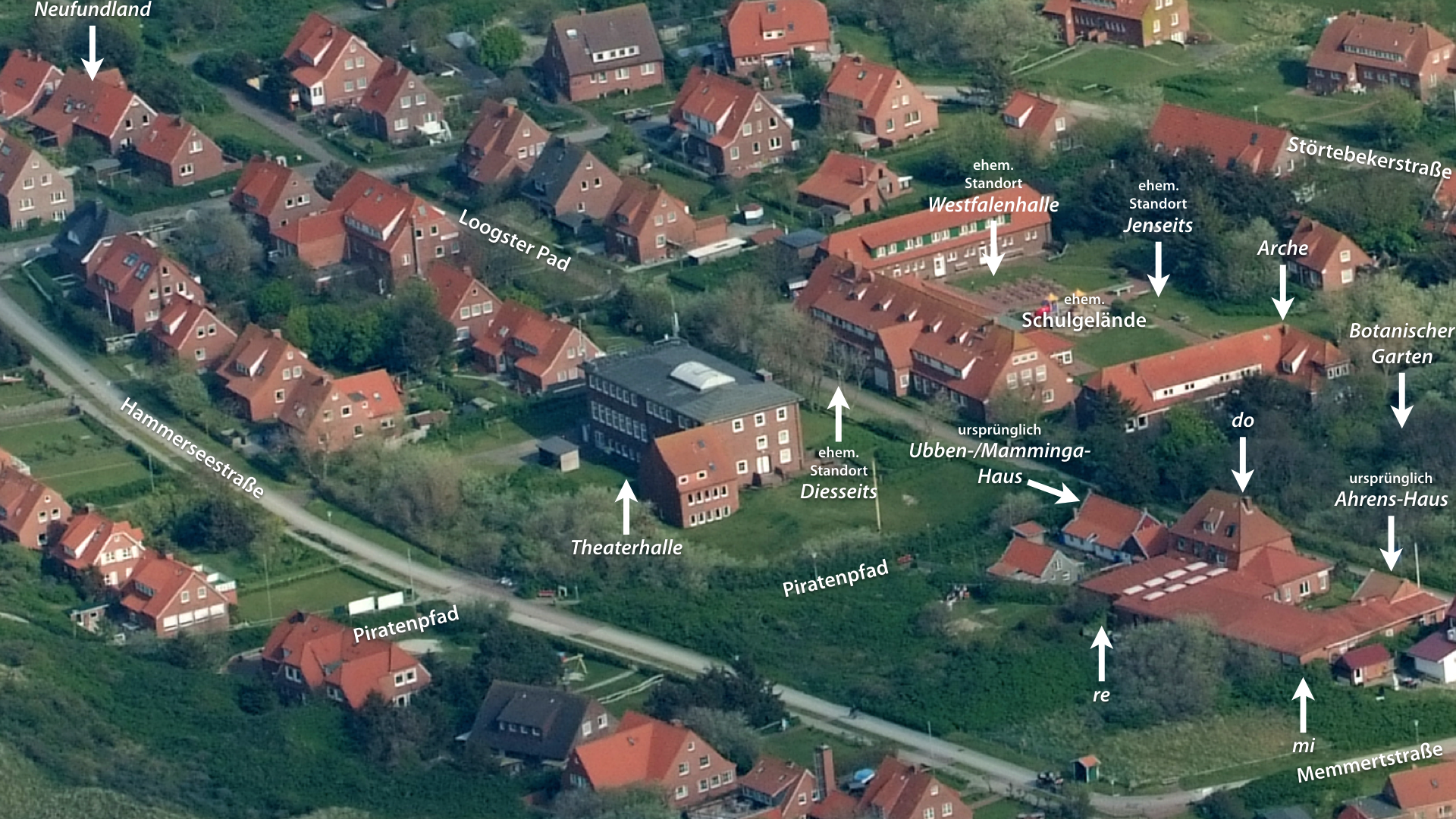
Ansicht und Lage der ehemaligen Theaterhalle sowie der weiteren Gebäude der ehemaligen Schule am Meer im Loog auf Juist, 2012

Der von seiner Einweihung an sofort in den Schulalltag integrierte Hallenbau der Schule am Meer fungierte vorrangig als eine Art Musentempel und bildete für Luserke sicherlich einen Höhepunkt seiner beruflichen Orientierung, denn das „Darstellende Spiel“ hatte er bereits seit etwa 1906 betrieben. Auch für Eduard Zuckmayer, der zugunsten seiner Lehrtätigkeit an der Schule am Meer eine äußerst aussichtsreiche Karriere als gefeierter Konzertpianist geopfert hatte, bildete diese Theaterhalle einen Glanzpunkt seiner schulischen Aktivitäten als Komponist und Musikdirektor. Die Theaterhalle sowie der Einfluss Luserkes und Zuckmayers wirkten sich jedoch auch direkt auf die spätere berufliche Entwicklung von S.a.M.-Schülern und -Lehrern aus (siehe Abschnitt Auswirkungen auf berufliche Laufbahnen in diesem Artikel).
Charakterisiert wird sein Darstellendes Spiel als ein holistisches Bewegungsspiel, das aus den zu einer Einheit geformten Elementen Sprache, Bewegung, Musik, Form und Farbe besteht, dem Allroundtheater nach William Shakespeare ähnelt, sich vom professionellen Theater abgrenzt, auf dieses jedoch durchaus einwirken will. Im Handlungsverlauf steigern sich diese Elemente jeweils gegenseitig und sind eng aufeinander abgestimmt. Die Beteiligten agieren dabei durchweg gleichrangig; lediglich die jeweils anleitende Person entspricht einem primus inter pares.
Luserke entwickelte als erster Pädagoge eine eigene Theorie des Schultheaters und erkannte dessen Wert für die Bildung. Die Einführung dieses „Darstellenden Spiels“ in die Schul- und Jugendarbeit gilt als Luserkes herausragende pädagogische und künstlerische Leistung, wofür er später mit dem Verdienstkreuz am Bande des Verdienstordens der Bundesrepublik Deutschland ausgezeichnet wurde. Angeregt wurde sein „Darstellendes Spiel“ durch Aufführungen der von Émile Jaques-Dalcroze in Hellerau bei Dresden gegründeten Bildungsanstalt für Musik und Rhythmus.
Der Literatur-, Musikwissenschaftler und Kritiker Hans Mayer schrieb 1979 über Luserkes Shakespearsche Was ihr wollt-Aufführung mit seinen S.a.M.-Schülern in Köln am Ende der 1920er Jahre: „Ich habe das schöne Werk nie anmutiger und heiterer erlebt. Jede Aufführung seitdem, auch eine Festspiel-Aufführung in Salzburg, muß dagegen verblassen. Der Kanon Halt’s Maul, Du Hund war unwiderstehlich. Jugend und Anmut noch in der Grobheit“.
Der Saal der Bühnenhalle wurde ab 1932 auch für Tanzabende genutzt, nachdem die älteren Schüler schon 1931 über darin abzuhaltenden Tanzunterricht diskutiert hatten. Je nach Belegung des Saals fanden diese Tanzabende auch im „re“ (Unterrichtsraum-Baracke, nördlich an „do“ angebaut) statt.
Über eine aus dem Kurhaus Juist stammende Wendeltreppe war das Obergeschoss des Hallenbaus erreichbar, das über einen großen Musiksaal und einen großen Zeichensaal verfügte, weiterhin über ein Arbeitszimmer für Schulleiter Luserke. Der Musiksaal wurde im März 1932 mit einem durch Anni Reiner, der Ehefrau Paul Reiners, gestifteten Steinway-Flügel ausgestattet. Bis dahin arbeitete Eduard Zuckmayer an einem Cembalo.
Aus heutiger Sicht lässt sich die Theaterhalle der Schule am Meer als ein multifunktionaler Hallenbau beschreiben, weil sie mehreren schulischen Aspekten gerecht werden sollte und musste. Vorrang hatte dabei stets die musische bzw. kulturelle Nutzung: Musik- und Kunst-Unterricht, Chor- und Orchesterproben, Proben und multilinguale Aufführungen des „musikalischen Bewegungsspiels“ („Darstellendes Spiel“), Proben und Aufführungen expressionistischen Tanzes sowie die Anfertigung von Bühnenbild-Elementen und Kostümen.
Das Sportangebot der Freiluftschule war zwar primär auf Aktivitäten und Sportarten ausgerichtet, die bei nahezu jedem Wetter im Freien bzw. im Watt, auf dem Meer oder am Strand und in den Dünen stattfinden konnten. Es gab aber natürlich Wetterbedingungen, die dies angesichts der Aufsichts- und Sorgfaltspflicht der Pädagogen nicht mehr angeraten erscheinen ließen. Für diese selteneren Fälle diente die Theaterhalle punktuell als wetterunabhängiger Rückzugsort schulsportlicher Angebote. Tatsächlich bot der feste Untergrund der Bühnenhalle gegenüber Strand und Dünen für einige sportliche Aktivitäten (z. B. Ballspiele) Vorteile. Eine Zweitfunktionalität als regelrechte Turnhalle war für den Theatersaal jedoch zu keinem Zeitpunkt vorgesehen, da das Turnen klassischer Prägung nicht zum schulischen Konzept Luserkes gehörte (siehe Kapitel Körperbildung im Artikel zur Schule am Meer) und in Teilen auch seinem Prinzip der Naturnähe widersprochen hätte (siehe Kapitel Naturnahe Erziehung im Artikel zur Schule am Meer). Dennoch wurde im Frühjahr 1933 ein Spannreck beschafft, an dem sich insbesondere die Unter- und Mittelstufe erprobte.
Nach der Schließung der Schule am Meer wurde der Theatersaal während der NS-Zeit u. a. als Werkstatt und Unterstand für Segelflugzeuge genutzt; eine auf dem ehemaligen S.a.M.-Areal ausgebildete Gruppe junger Führerinnen des BDM nutzte den Saal als Turnhalle. Nach dem Zweiten Weltkrieg wurde die Theaterhalle der Schule am Meer als Kinderheim mit der Bezeichnung Inselburg genutzt, heute ist sie unter demselben Namen Teil der Jugendherberge Juist.

## Vorgeschichte

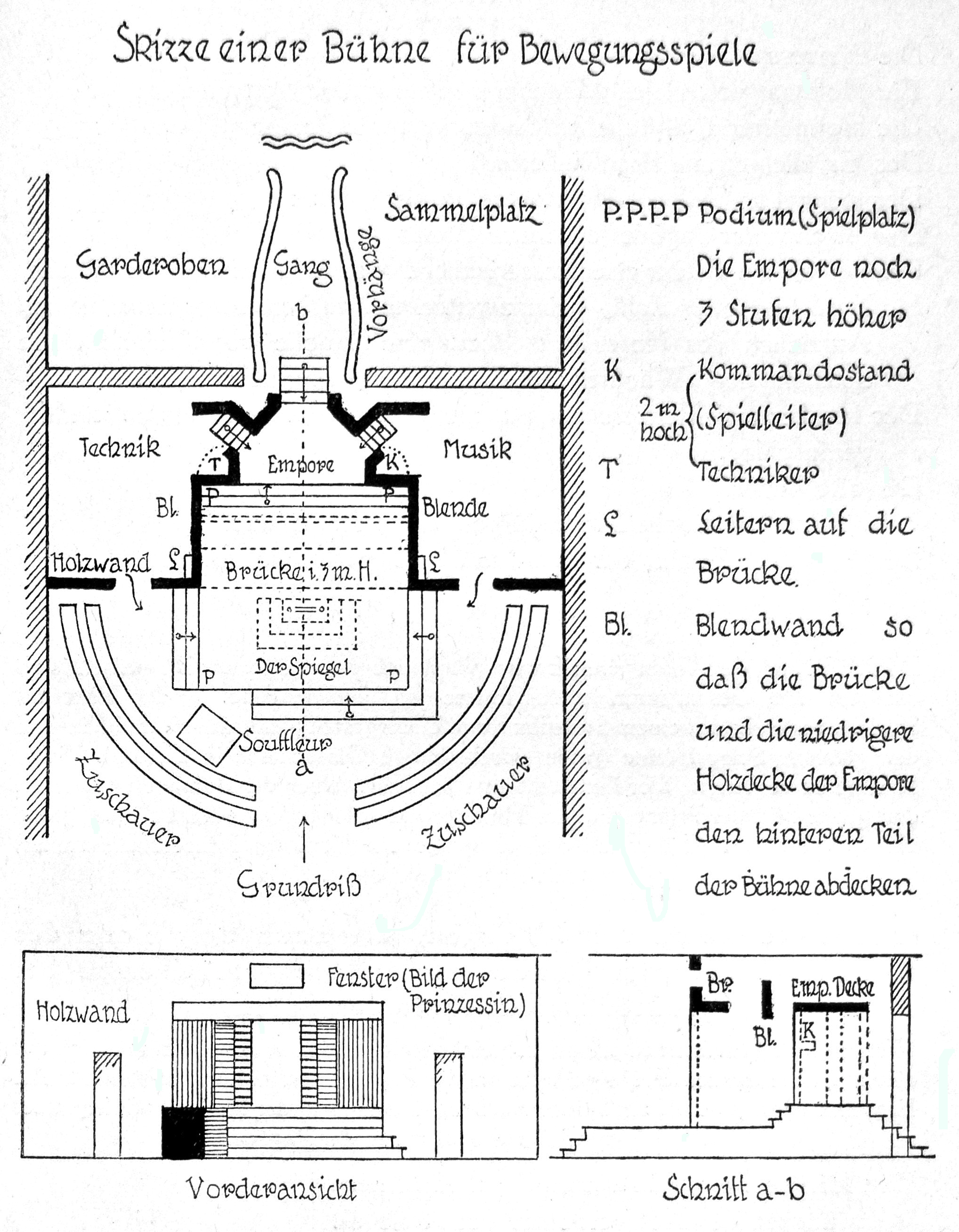
Graphik 5: Skizze der Wickersdorfer Bühne für Bewegungsspiele, 1924 – Der gläserne Spiegel (Martin Luserke, August Halm). Diese Skizze entstand kurz vor dem Wechsel Luserkes nach Juist.

Dass die Planung und der Bau der freistehenden Theaterhalle der Schule am Meer eine Vorgeschichte hatten, liegt auf der Hand. Luserke war seit 1906 mit seinem musikalischen Bewegungsspiel befasst, hatte darauf sehr viel Energie verwendet und eine Vielzahl veröffentlichter und unveröffentlichter Bühnenstücke verfasst.
Im Stil einer Bauhütte entwickelte und probte Luserke die Stücke gemeinsam mit den schulischen Akteuren, nicht nur in deutscher, sondern teils auch in englischer und französischer Sprache. Dabei assistierten die Fachlehrer und temporär auch Muttersprachler aus der älteren Schülerschaft (Primaner), ausländische Gastschüler, Studierende und Hilfslehrer aus Großbritannien und Frankreich, die an der Schule hospitierten.
In der Freien Schulgemeinde in Wickersdorf im Thüringer Wald lehrte Luserke von 1906 bis 1924, über längere Strecken war er dort auch Schulleiter. Seine dortige Jugendbühne wurde zu den bekanntesten Jugendbühnen des Deutschen Reiches gerechnet.

„Es ging sehr international zu. Übrigens: trotz all des Völkergemischs gab es keinerlei Vorurteile oder Nationalitätenhaß. Das Wichtigste an diesem Internat war die Bildung zur Persönlichkeit. […] Selbst das Theater, wofür ich mich zu Hause doch schon brennend interessierte, mußte ich nicht missen. Im Internat […] gab es eine echte Shakespeare-Bühne.“

Dafür standen jedoch in Wickersdorf nur Räumlichkeiten zur Verfügung, die man auch als Speisesaal für die täglichen Mahlzeiten und für die Proben und Aufführungen des Orchesters und des Chores der Freien Schulgemeinde nutzte. Eine Reihe von Luserkes Kollegen und Schüler von dort folgten ihm Ostern 1925 zur Schule am Meer, um in der unbefestigten Dünenlandschaft dieser Sandbank zwischen Wattenmeer und Nordsee eine von Wickersdorfer Pädophilieskandalen unbelastete Neuauflage ihrer Idee einer reformierten Pädagogik zu wagen. Bis zum Bau der Theaterhalle jedoch sollten noch einige Jahre vergehen; sechs Jahre lang mussten Schüler und Lehrer erneut in einem Speisesaal proben und aufführen. Die herausragende Bedeutung der Theaterhalle für das pädagogische und musische bzw. kulturelle Wirken und den Erlebnisaspekt lässt sich daran ermessen.

## Erste Planungen

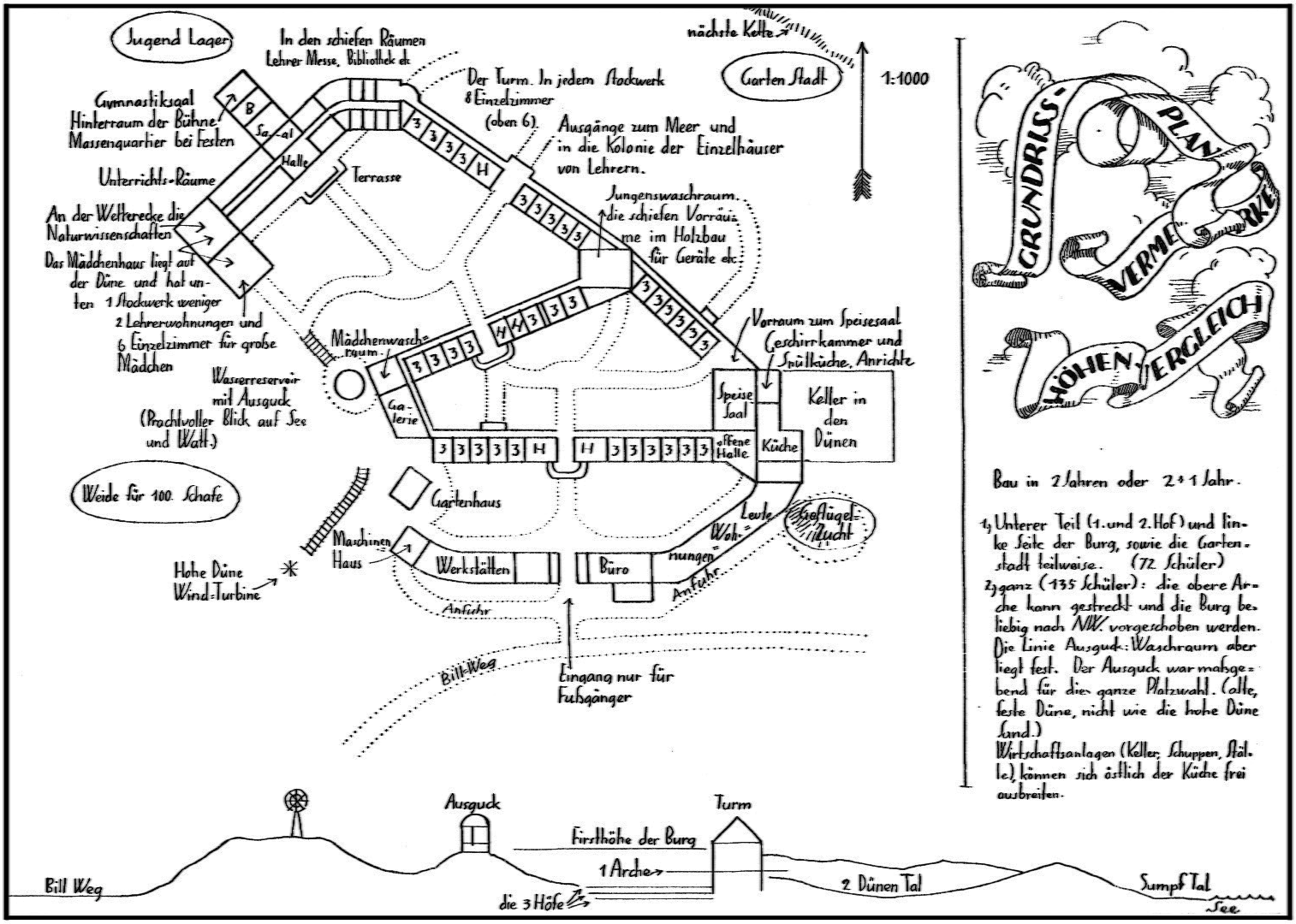
Graphik 6: Ein erster Grundriss und Nutzungsplan für das geplante Landerziehungsheim Schule am Meer aus dem Jahr 1924

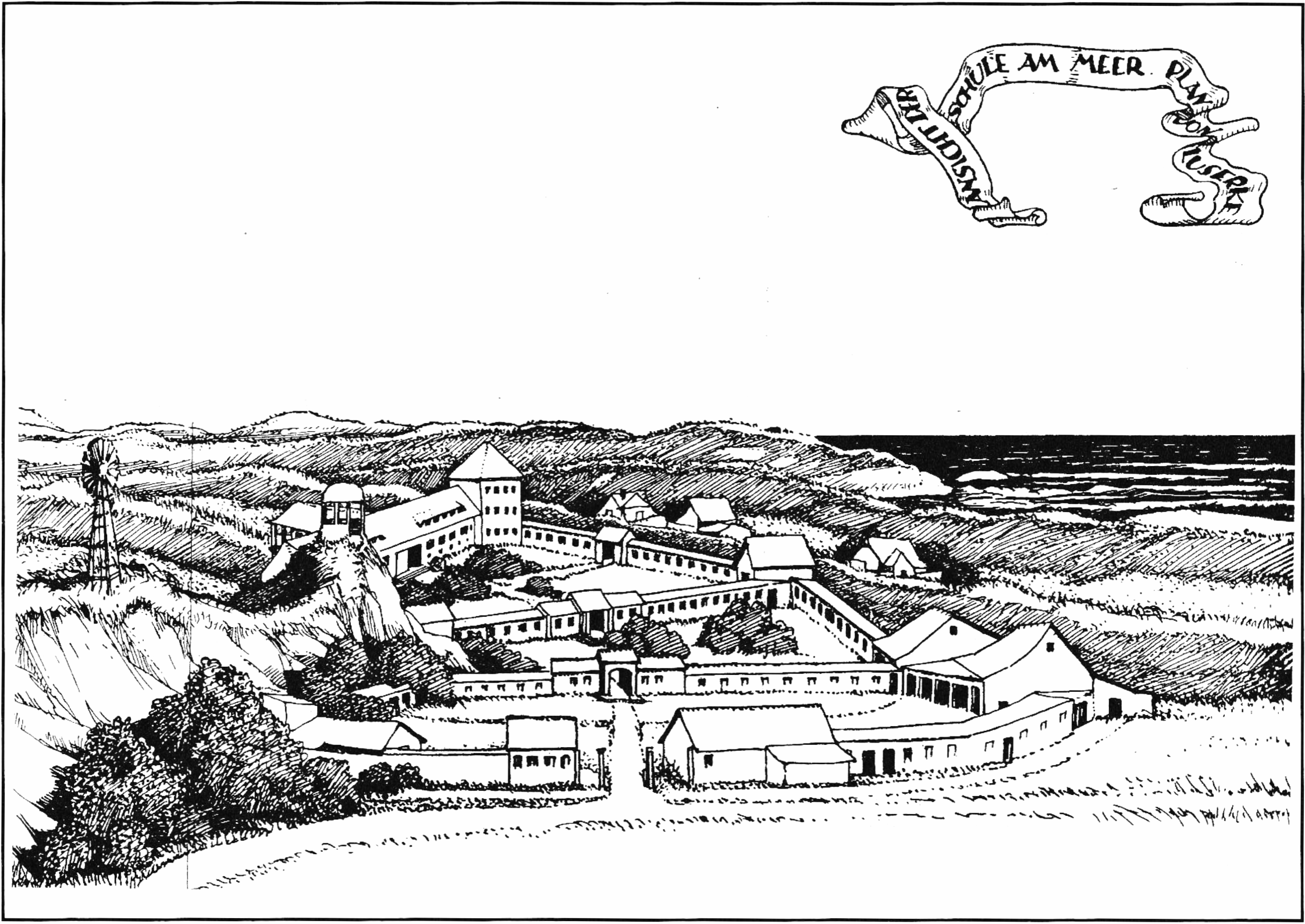
Graphik 7: Ein anthroposophisch inspirierter erster Planungsentwurf für das reformpädagogische Landerziehungsheim Schule am Meer an der Ostseite der Augustendüne auf Juist aus dem Jahr 1924

Im Jahr 1924, nachdem Luserke mit Kollegen und Schülern dreier Kameradschaften der Freien Schulgemeinde aus dem Thüringer Wald zu Pfingsten erstmals Juist besucht hatte, entwickelte er erste Planungen für die zu gründende Schule am Meer. Zwei der drei bekannten Entwurfszeichnungen, die dritte findet sich im Kapitel Architektur des Artikels zur Schule am Meer, sind in diesem Abschnitt zu sehen. Auf beiden erkennt man ansatzweise, dass schon vor Beginn aller schulischen Aktivitäten auf der Sandbank Juist an eine Bühne für das musikalische Bewegungsspiel Luserkes gedacht war, eben an das, was in Wickersdorf weiterhin schmerzlich vermisst wurde.
Im Grundriss und Nutzungsplan (siehe Graphik 6) wurde die geplante Bühne oben links eingezeichnet, mit einem davor liegenden Saal als Zuschauerraum und einer Halle, die auch als Foyer dienen konnte. Hinter der Bühne war ein multifunktionaler Saal angedacht, in dem sich die Akteure vor, zwischen und nach ihren Auftritten hätten aufhalten können. Insbesondere an viele Gäste aus dem Umfeld der Jugendbewegung (Bündische Jugend) war gedacht; für diese hatte man als Lager eine große Freifläche in den Dünen nahe der Bühne vorgesehen (ebenfalls oben links als „Jugend Lager“ eingezeichnet) und auch den Hinterraum der Bühne als „Massenquartier bei Festen“ zum Übernachten angedacht. Derselbe Hinterraum sollte ausweislich dieses Nutzungsplans auch als „Gymnastiksaal“ genutzt werden. Diese Funktion stand teils im Kontext der Eurythmie-ähnlichen expressionistischen Tanzeinlagen bei einzelnen Bühnenaufführungen Luserkes.
In der zweiten Zeichnung (siehe Graphik 7) kann man oben links erkennen, wie dieses Gebäude etwa aussehen sollte: T-förmig, wobei der Theatersaal mit Bühne und Hinterraum aus dem eigentlichen Areal des Landerziehungsheims herausragen sollte. Dies darf man getrost als Synonym interpretieren, dass dem musikalischen Bewegungsspiel eine ebenso herausragende und über das Internat lokal und regional hinausreichende Rolle zukam.
Interessant erscheint auch, dass bereits in diesen ersten Entwurfsplanungen von 1924 ein turmähnliches Gebäude an den Theatersaal anschloss. In Ahrends’ Entwürfen ist es erneut vorhanden, jedoch mit zumindest teilweise veränderter Nutzung.

## Auswirkungen auf berufliche Laufbahnen
- Die Film- und Theaterschauspielerin, -Regisseurin und Hörspielsprecherin Maria Becker erinnerte den Besuch der Schule am Meer, an der sie ihre ersten Theatererfahrungen machte, rückblickend als die „glücklichste Zeit“ in ihrem Leben: „Die Lehrer haben uns Kinder ernstgenommen und auf jede erdenkliche Art gefördert. Diese Erfahrung hat mich zutiefst geprägt.“[64]

- Für Hans Elwenspoek war das „musikalische Bewegungsspiel“ Luserkes Grundlage seiner späteren Berufswahl. Er wurde Schauspieler und spielte unter anderem in dem Antikriegsfilm Die Brücke von Bernhard Wicki mit, im Schinderhannes von Helmut Käutner neben Curd Jürgens und Maria Schell, in Ludwig II. neben Romy Schneider und Gert Fröbe, später in Folgen der TV-Serien Die Firma Hesselbach, Der Alte, Derrick…[65]

- Dietrich Frauboes wurde durch das musisch orientierte schulische Angebot dazu inspiriert, Gebrauchsgraphiker, Schauspieler und Kabarettist zu werden. Nach dem Zweiten Weltkrieg trat er in zahlreichen bekannten Filmwerken auf, darunter auch solche von internationalem Rang.[66]

- Herbert Giffei, Pädagoge und Theaterschaffender, wirkte an einer Bauhütte Luserkes mit.[67] Er adaptierte Luserkes „musikalisches Bewegungsspiel“ für seine Schule in Oldenburg i. O., später im Jugendhof Barsbüttel und an der Walddörferschule in Hamburg-Volksdorf. Außerdem trat er als Autor über das Schultheater hervor.[68]

- Gertrud von Hassel, Pädagogin und Malerin, wirkte an Luserkes Bauhütte über einen Zeitraum von fünf Jahren insbesondere an der Ausstattung (Bühnenbild, Kostüme) aktiv mit. Sie beschrieb diese Zeit als „Eine fünfjährige, überaus glückliche und fruchtbare Phase […], die positive Entwicklungen bei den Schülern auslöste. Diese fünf Jahre mit Luserke waren für die Schule ein Glücksfall.“[69]

- Woldemar Hörnig (* 19. März 1914 in Chemnitz), der seine Reifeprüfung 1933 zusammen mit Rolf Pappiér und Jens Rohwer an der Schule am Meer absolvierte, trug viele Entwurfszeichnungen und Gemälde zu Choreographie und Bühnenbild von Luserkes „musikalischen Bewegungsspielen“ bei. Seine beruflichen Absichten manifestierten sich bereits in seiner schulischen Abschlussarbeit mit dem Titel Die besonderen Gesichtspunkte beim Bildschmuck von Jugendschriften mit praktischen Versuchen für ein bestimmtes Buch .[70] Er wurde Zeichner, Maler, Illustrator und Graphiker. Bekannt wurde insbesondere sein 1962 vorgelegter und ab Sendebeginn 1963 realisierter Entwurf des ersten ZDF-Senderlogos, das zwei dicht nebeneinander stehende simplifizierte Sendemasten und zwei von deren oberen Enden ausgehende, sich überlagernde, annähernd elliptische Abstrahlfelder zeigt, ähnlich stilisierten Augen.[71][72][73]

- Walter Jockisch war Lehrer für Deutschkunde, der sich sehr für das „musikalische Bewegungsspiel“ in der Theaterhalle der S.a.M. engagierte. Er wurde Dramaturg, Opernregisseur und -intendant. Retrospektiv wurde er von Hans Werner Henze als „hagerer anthroposophischer Pädagoge und Theatermann“ beschrieben.[74]

- Felicitas Kukuck besuchte die Schule am Meer von 1933 bis 1934, weil ihre vorherige Schule, die Hamburger Lichtwarkschule, von den Nationalsozialisten geschlossen worden war. Durch den S.a.M.-Musiklehrer Eduard Zuckmayer erhielt sie große Unterstützung.[75] Sie hatte „das große Glück“, per Ausnahmeregelung in die Unterprima (Jahrgangsstufe 12) aufgenommen worden zu sein, denn regulär wollte die S.a.M. nur bis zur Untersekunda (Jahrgangsstufe 10) neue Schüler zulassen. In ihrer Autobiographie schrieb sie: „Es war ein herrliches Jahr“.[76] Sie studierte neben ihrem ehemaligen S.a.M.-Mitschüler Jens Rohwer Komposition bei Paul Hindemith und wurde später als Komponistin bekannt.

- Karl-Ulrich Meves, Schauspieler und Synchronsprecher aus Hamburg, war als Schüler Akteur bei Luserkes Bauhütten. Bei Shakespeares Der Sturm verkörperte er die Rolle des Trinculo. Luserke „hat […] die Lokomotive meines beruflichen Lebens auf die richtigen Gleise gesetzt. […] Dafür hat Lu einen Platz in meinem Herzen.“[77]

- Erik Ode machte seine ersten Bühnenerfahrungen bei Luserkes Bauhütten für das „musikalische Bewegungsspiel“ (Zitat s. o. im Kapitel Vorgeschichte). Er wurde Regisseur und Schauspieler. International wurde er in den 1960er und 1970er Jahren einem breiten Publikum als Titelfigur der westdeutschen Fernsehserie Der Kommissar bekannt, die auch im Ausland sehr erfolgreich lief.

- Der für seine Arbeit mehrfach ausgezeichnete Filmregisseur, Art Director, Szenenbildner und Schauspieler Rolf Pappiér organisierte anlässlich seiner Reifeprüfung im Frühjahr 1933 eine große Ausstellung seiner selbst gefertigten Zeichnungen im Zeichensaal, der sich im Obergeschoss der Bühnenhalle befand. Für deren außerordentliche Qualität wurde er in seinem Abschlusszeugnis explizit geehrt. Dazu hieß es im Logbuch der Schule: „Im Zeichensaal ist eine große Rolf Pappiér-Ausstellung. Die ausgestellten Zeichnungen machen einen sehr guten Eindruck. Die offenkundig gepflegte Liebe zum Material und die Sauberkeit der Durchführung sprechen an. Die Schule kann stolz auf ihn sein.“[78]

- Jens Rohwer war von 1930 bis 1933 Stipendiat der Schule am Meer. Seine Reifeprüfung im Frühjahr 1933, gleichzeitig mit Woldemar Hörnig (* 19. März 1914 in Chemnitz) und Rolf Pappiér, bestand er mit Auszeichnung.[79] Neben seiner ehemaligen S.a.M.-Mitschülerin Felicitas Kukuck studierte er Komposition bei Paul Hindemith und wurde später Komponist, Musikwissenschaftler, Musikpädagoge und Autor. Schließlich lehrte er als ordentlicher Professor an der Musikhochschule Lübeck.

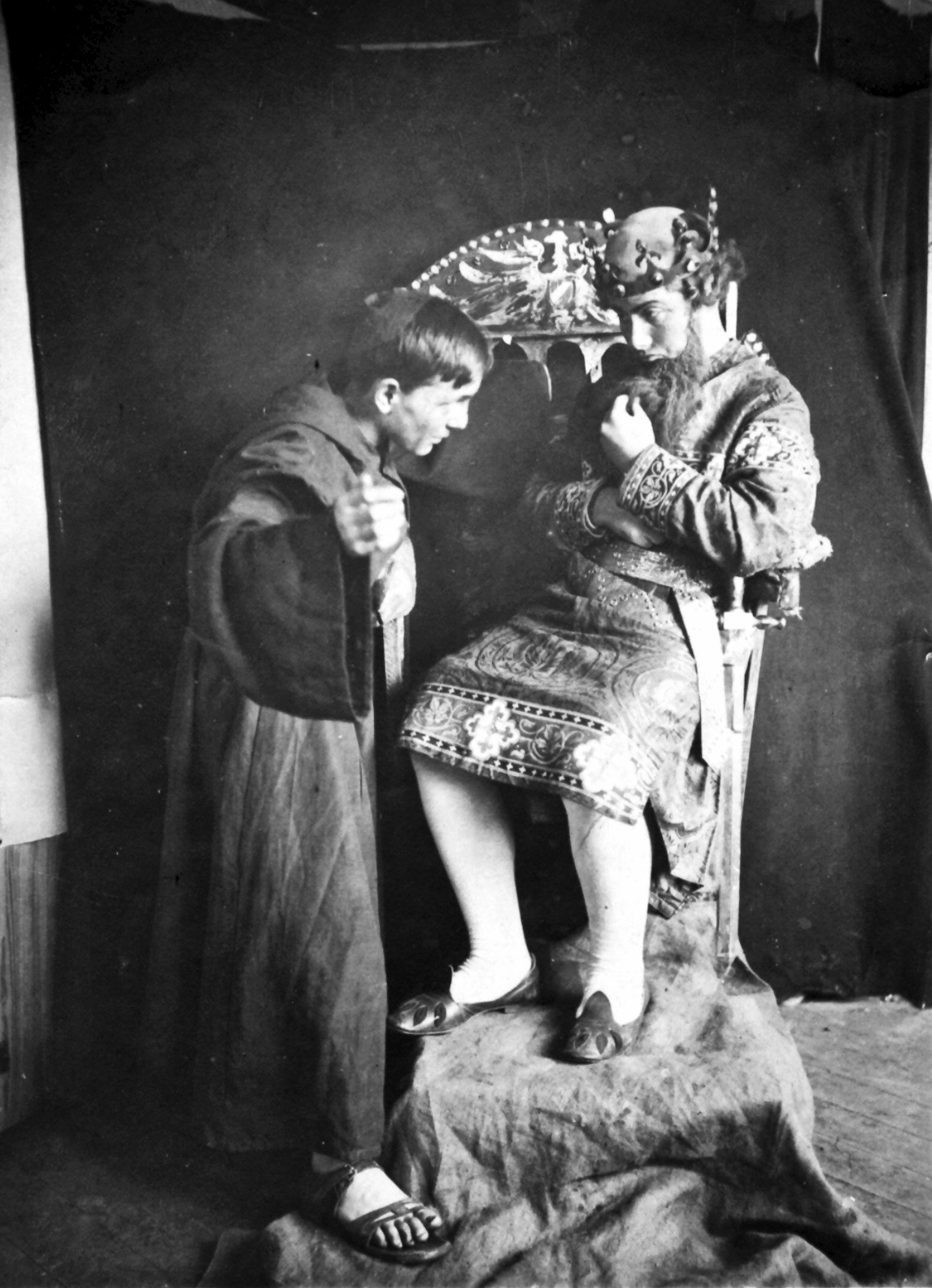
Bei Martin Luserkes „musikalisches Bewegungsspiel“ nach Shakespeare: Hermann Thimig (rechts, als Karl der Große)

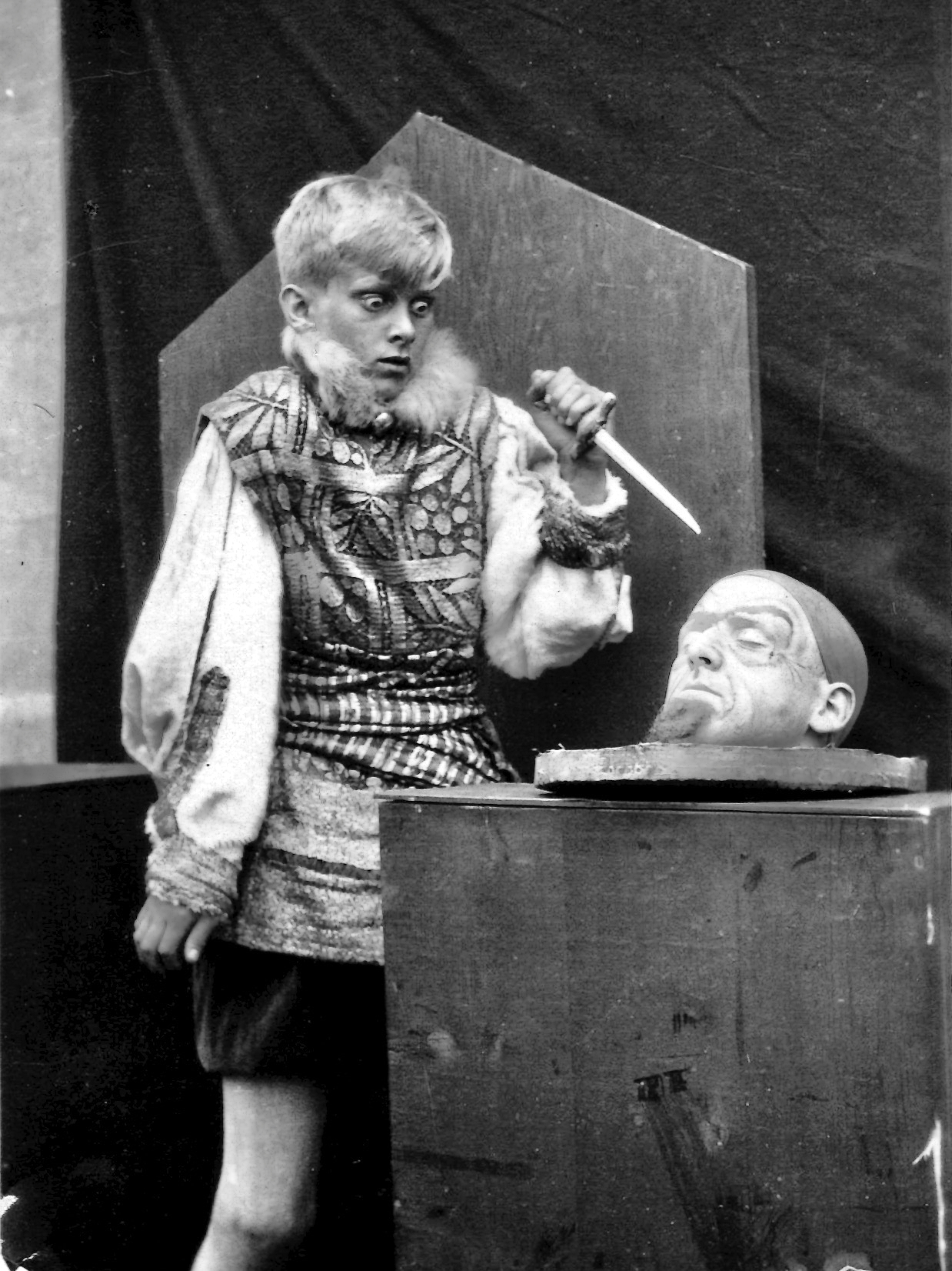
Theaterszene in der S.a.M.-Bühnenhalle, ca. 1931

- Kurt Sydow war von 1929 bis 1932 als Musikerzieher an der Schule am Meer tätig. Er fungierte seinerzeit als Ersatzmann für Georg Götsch, der wegen der zeitgleichen Eröffnung des Musikheims in Frankfurt (Oder) und seiner dortigen Direktorenfunktion seine ursprüngliche Zusage, als Musikpädagoge zur Schule am Meer zu kommen, zurückziehen musste.[81] Sydow, Musikpädagoge, Komponist und Musikwissenschaftler aus Pommern, wurde später Rektor der Adolf-Reichwein-Hochschule in Osnabrück und befasste sich in Publikationen und Vorträgen mit seinen früheren Kollegen Martin Luserke und Eduard Zuckmayer.[82] Er führte aus, er sei durch Luserke und dessen Wirken an der S.a.M. selbst in Bewegung gekommen und auf seinen späteren beruflichen Kurs eingeschwenkt.

- Iolanda Paola Ada Lucia Freiin von Tettau (1908–2005)[83] wurde durch ihre handwerklichen Arbeiten für Kostüme und das Bühnenbild der „musikalischen Bewegungsspiele“ Luserkes dazu inspiriert, eine Ausbildung an der Akademie für Künste und Handwerk zu absolvieren. Ab 1931 lehrte sie im Landschulheim am Solling.[84] Für den bekannten Berliner Modeschöpfer Heinz Oestergaard entwarf Iolanda modische Accessoires wie beispielsweise Schmuck. Ihre Kreativität fand jedoch auch als geschickte Puppenspielerin bei Albrecht Roser ihren Ausdruck.

- Für den Schüler Hermann Thimig war das schulische „musikalische Bewegungsspiel“ Luserkes derart beeindruckend, dass er es zeitlebens zu seinem Beruf machte, Aus ihm wurde ein Wiener Burgschauspieler von Rang.[66]

- Für Ilse Trautschold wurde Luserkes „musikalisches Bewegungsspiel“ bestimmend für ihr weiteres Leben: 1921 erhielt sie ihr erstes Engagement in Berlin. Sie wirkte von 1929 (Mutter Krausens Fahrt ins Glück) bis 1983 als Filmschauspielerin, sang Chansons, beispielsweise Kurt Tucholskys Mutterns Hände, und trat als Kabarettistin auf.[85]

- Erna Wehnert (1900–1985), Lehrerin für Englisch und Latein an der S.a.M.,[86] engagierte sich ausweislich des Logbuches der Schule am Meer u. a. für das Darstellende Spiel.[87] Dieses adaptierte sie ab 1946 für die von ihr zeitgleich geleiteten Schulen in Althagen (Mecklenburg) und Ahrenshoop (Vorpommern) und gründete dort die Fischländer Spielschar.[88]

- Eduard Zuckmayer, der musikalische Leiter der Theaterhalle der Schule am Meer, wurde 1935 aus „rassischen“ Gründen aus der Reichskulturkammer (RKK) ausgeschlossen. Paul Hindemith vermittelte ihn in die Türkei, wo er im Auftrag von Staatspräsident Kemal Atatürk zum prägenden Gestalter der türkischen Musikpädagogik wurde, in die er Grundsätze der deutschen Jugendmusikbewegung integrierte.[89] Er bildete bis 1970 nahezu sämtliche türkischen Musiklehrer aus und blieb dort bis heute eine angesehene und erinnerte Persönlichkeit.[90][91]

Luserkes musikalisches Bewegungsspiel hinterließ seine Spuren bis in das heutige Schulfach Darstellendes Spiel, das an vielen deutschen Schulen auf dem Lehrplan steht.

## Werke
- Martin Luserke: Über die Tanzkunst. Reihe: Wickersdorfer Bühnenspiele Bd. 2. Hesperus-Verlag, Berlin 1912[92]
- Bund für das Neue Theater (Hrsg.) Shakespeare-Aufführungen als Bewegungsspiele. Mit einem Nachwort von Hans Brandenburg. Walter Seifert Verlag, Stuttgart/Heilbronn 1921
- Martin Luserke: Zur Technik des Shakespearischen Lustspiels. Walter Seifert Verlag, Stuttgart/Heilbronn 1921
- Ders.: Jugend und Bühne. Ferdinand Hirt Verlag, Breslau 1924
- Ders.: Jugendspiele. Christian Kaiser Verlag, München 1925
- Ders.: Jugend- und Laienbühne – Eine Herleitung von Theorie und Praxis des Bewegungsspiels aus dem Stil des Shakespearischen Schauspiels. Angelsachsen-Verlag, Bremen 1927
- Ders.: Der Turm zu Famagusta (1930). Ein Bühnenspiel zur Grundsteinlegung des Hallenbaues in der Schule am Meer auf Juist, Pfingsten 1930
- Ders.: Bewegungsspiel. In: Walther Hofstaetter, Ulrich Peters (Hrsg.): Sachwörterbuch für Deutschkunde. B. G. Teubner Verlag, Leipzig 1930, Bd. 1, S. 146.
- Ders.: Die Schulbarkeit der irrationalen Fähigkeiten – Zu einem Versuchsschulplan der Schule am Meer auf Juist, 1931 (siehe Tabelle 3)[93]
- Shakespeare-Aufführungen als Bewegungsspiele. In: Deutsche Shakespeare-Gesellschaft (Hrsg.): Shakespeare Jahrbuch, Ausg. 69. Bernhard Tauchnitz Verlag, Leipzig 1933, S. 149, 160, 161.
- Ders.: Shakespeare und das heutige deutsche Laienspiel. In: Deutsche Shakespeare-Gesellschaft (Hrsg.): Shakespeare Jahrbuch, Ausg. 69, Bernhard Tauchnitz Verlag, Leipzig 1933, S. 112ff.
- Eduard Zuckmayer: Tobsuchtskanon (o. J.)[94]
- Ders.: Jorinde und Joringel (1926), ein Spiel nach dem Märchen der Brüder Grimm, Text von Hans Salm
- Ders.: Kakadu – Kakada. Kinderstück in sieben Bildern (1929), Text von Carl Zuckmayer[95][96][97] uraufgeführt in der Schule am Meer, Juist
- Ders.: Pfingstkantate (1930), Text von Martin Luserke[98]
- Ders.: Mitsommerlied (1932)
- Ders.: Das Do-Re-Mi (1932), Lehrstück für Instrumente
- Ders.: Zweiklänge (o. J.), Sieben Lehrstücke für zwei Instrumente
- Ders.: Kameradschaft (1932), Kantate nach Worten aus „Grashalme“, dem Hauptwerk von Walt Whitman
- Ders.: Herbst-Kantate (1932), Text von Martin Luserke, für kleinen und großen Chor mit Begleitung von Instrumenten, Uraufführung in der Bühnenhalle der Schule am Meer, Juist.[99][100]

## Bekannte Personen
Mit der Theaterhalle der Schule am Meer verbundene Pädagogen, Schüler, Förderer und Teile des Publikums finden sich im
Die S.a.M.-Schüler, welche auch den Großteil der Akteure des Schulchores und des Schulorchesters sowie der Laienspielgruppen in der Theaterhalle stellten, waren zu einem Anteil von gut einem Drittel jüdischer Abstammung. Ein Anteil von ungefähr 25 bis 30 Prozent der Schülerschaft waren Mädchen.